# أودي إيه 5
أودي إيه 5 (بالإنجليزية: Audi A5)‏ هي سيارة من صناعة أودي أنتجت في 2007.
أودي إي 5 Audi A هي سلسلة من سيارات الكوبيه التنفيذية المدمجة التي تنتجها شركة تصنيع السيارات الألمانية أودي منذ مارس 2007. وتضم مجموعة إي 5 بالإضافة إلى ذلك الكوبيه، والكابريوليه، و«سبورت باك» (خمسة أبواب لفت باك مع سقف فاست باك) من  أودي إي 4 موديلات الصالون والمدينة.
بموجب اتفاقية ترقيم النظام الداخلي لأودي، فإن إي 5 هي عضو في سلسلة منصة بي من المركبات، وتتقاسم تسمية المنصة الخاصة بها مع إي 4 صالون وأفانت. لذا فإن الجيل الأول إي 5 (النوع 8 تي) هو عضو في عائلة بي 8، بينما يعتمد طراز الجيل الثاني (النوع 8W6) عل ى. بي 9 كلاهما مشتق من بنية فولكس فاجن (المصفوفة الطولية المعيارية).

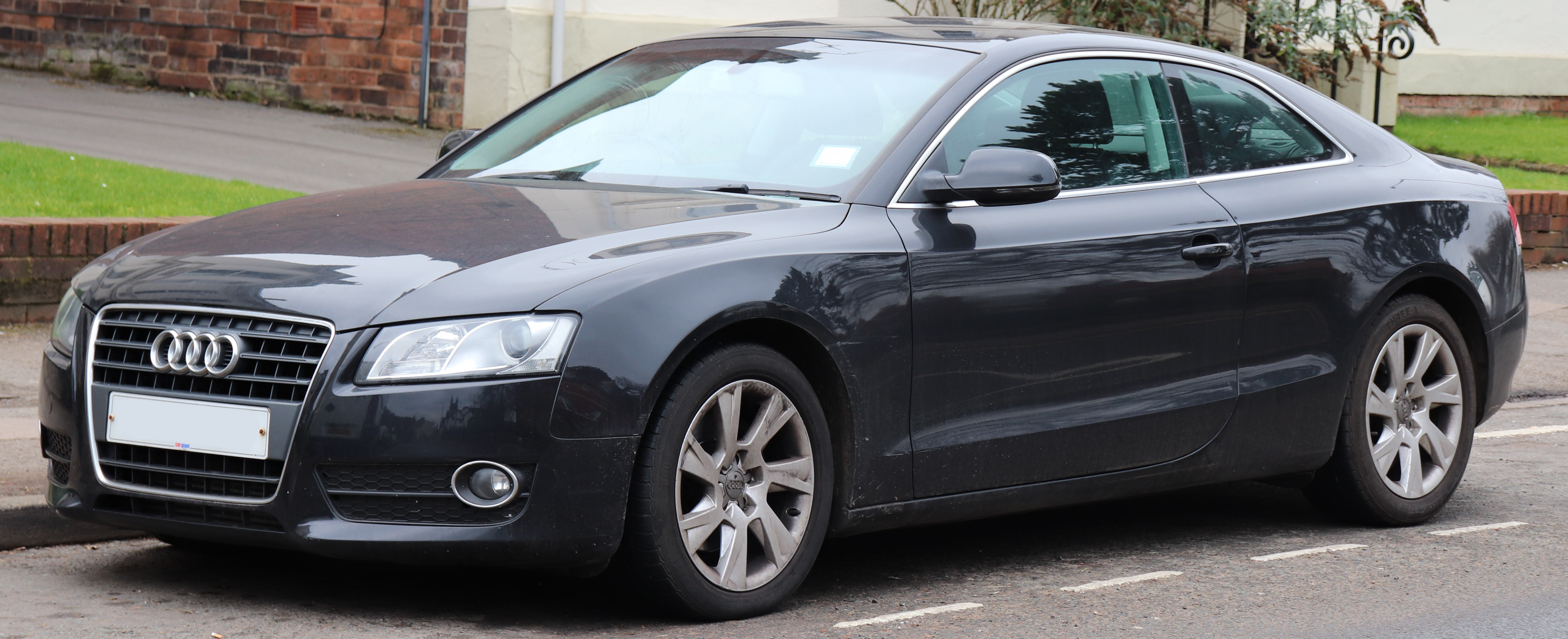

| أودي A5 (8T / 8F)                                    | أودي A5 (8T / 8F) |
| ---------------------------------------------------- | --- |
| ما قبل شد الوجه أودي إي 5 كوبيه 2.0 لتر ت.د.آي أس إي | |
| ملخص                                                 | |
| الصانع                                               | أودي |
| إنتاج                                                | 2007-2016 |
| المجسم                                               | - ألمانيا: إنغولشتات (مكتب أودي الرئيسي) - ألمانيا: نيكارسولم (أودي إيه جي)                                                                    |
| مصمم                                                 | والتر دي سيلفاساتوشي وادا (2003)أكيم بادستوبنر (شد الوجه) ماركوس جليتز (سبورت باك)                                                             |
| الجسم والشاسيه                                       | |
| منصة                                                 | منصة مجموعة فولكس فاجن م.ل.ب |
| مجموعة نقل الحركة                                    | |
| محرك                                                 | 1.8 لتر T ف.س.آر I42.0 لتر T ف.س.آي I43.2 لتر ف.س.آي V63.0 لتر T ف.س.آي V64.2 لتر ف.س.آي V82.0 لتر ت.د.آي I42.7 لتر ت.د.آي V63.0 لتر ت.د.آي V6 |
| توصيل                                                | 6 سرعات يدوي -6 سرعات تيبترونيك أوتوماتيكي7 سرعات أس ترونيك ثنائي القابض أوتوماتيكي8 سرعات تيبترونيك أوتوماتيكيمتعدد السرعات س.ف.ت             |
| أبعاد                                                | |
| قاعدة العجلات                                        | كوبيه & كابريوليه: 2751 ملم (108.3 بوصة)سبورت باك: 2811 ملم (110.7 بوصة)                                                                       |
| طول                                                  | كوبيه وكابريوليه: 4626 ملم (182.1 بوصة)سبورت باك: 4,712 ملم (185.5 بوصة)                                                                       |
| عرض                                                  | 1,854 مم (73.0 بوصة) |
| ارتفاع                                               | كوبيه: 1,372 ملم (54.0 بوصة)كابريوليه: 1,383 ملم (54.4 بوصة)سبورت باك: 1,391 ملم (54.8 بوصة)                                                   |
| كبح الوزن                                            | الكوبيه: 1500 كجم (3307 رطلاً)كابريوليه: 1695 كجم (3737 رطلاً)سبورت باك: 1,565 كجم (3450 رطلاً)                                                   |
| التسلسل الزمني                                       | |
| السلف                                                | أودي كوبيه بي3أودي كابريوليه بي4أودي 90أودي أي4 المكشوفة                                                                                       |

## الجيل الأول (2007-2016)

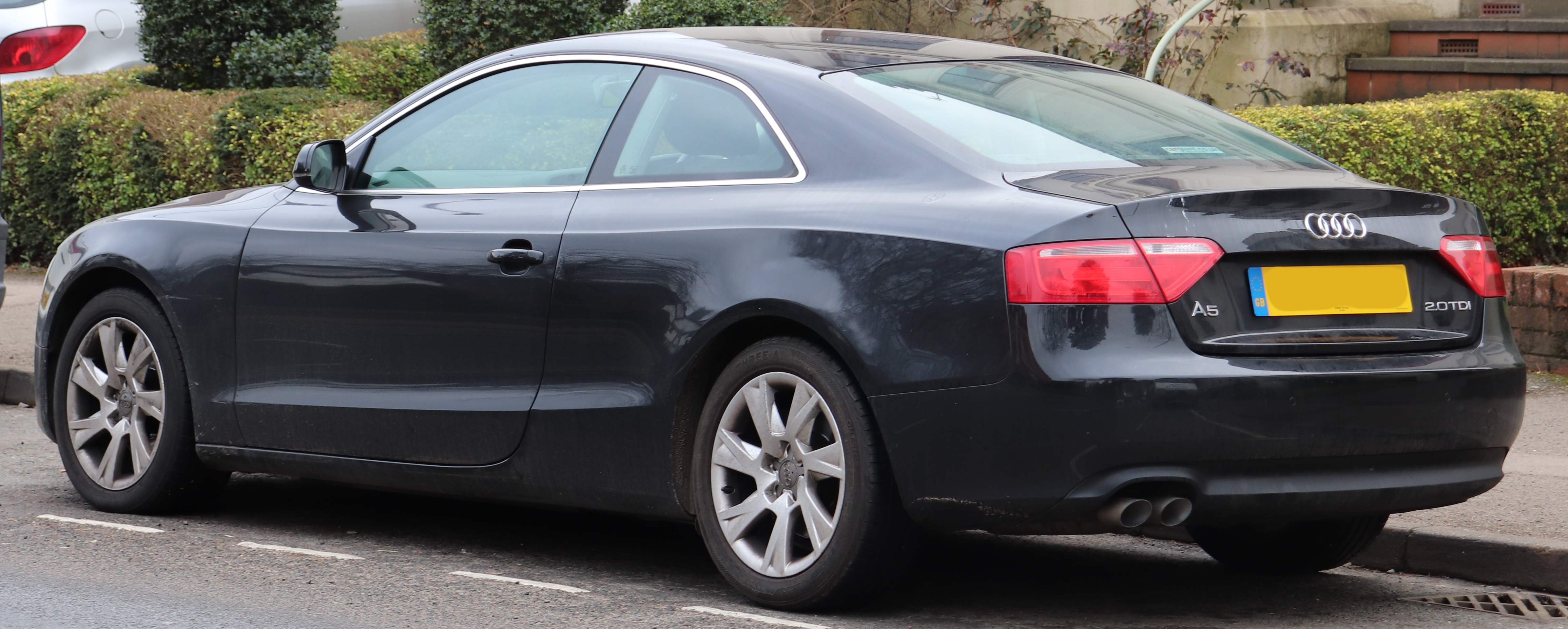
كوبيه (ما قبل شد الواجهة)

### الإصدار الأولي
تمثل إي 5 عودة أودي إلى سوق الكوبيه التنفيذية المدمجة منذ أن انتهى إنتاج طراز كوبيه 80 (بي3 / بي4) في عام 1996. في 10 مايو 2006، أكدت أودي أن إي 5 ستدخل حيز الإنتاج. أنتجت إي 4 (بي6 / بي7) متغيراً قابلًا للتحويل ولكن ليس كوبيه. بالنسبة للجيل الرابع (بي8) إي 4، قررت أودي فصل كابريوليه، إلى جانب سيارة كوبيه جديدة وسيدان فاستباك بأربعة أبواب، في لوحة تحمل اسم إي 5.
كانت إي 5 أول سيارة من عائلة B8 تم إطلاقها (الآخرون هم إي 5 وكيو 5 كروس أوفر دفع رباعي)، وكلها تعتمد على منصة أودي م.ل.ب (المنصة الطولية المعيارية) التي تدعم الجيل التالي إي 6 وإي 8.
إي 5 هي الكوبيه الثالثة في تشكيلة أودي، بعد الجيل الثاني ت.ت وآر 8. اعتمدت إي 5 عناصر التصميم لسيارة مفهوم نوفولري كواترو. ظهر إي 5 لأول مرة بمحرك في 6 ف.س.آي سعة 3.2 لتر يوفر 195 كيلو واط (265 حصان، 261 حصان).

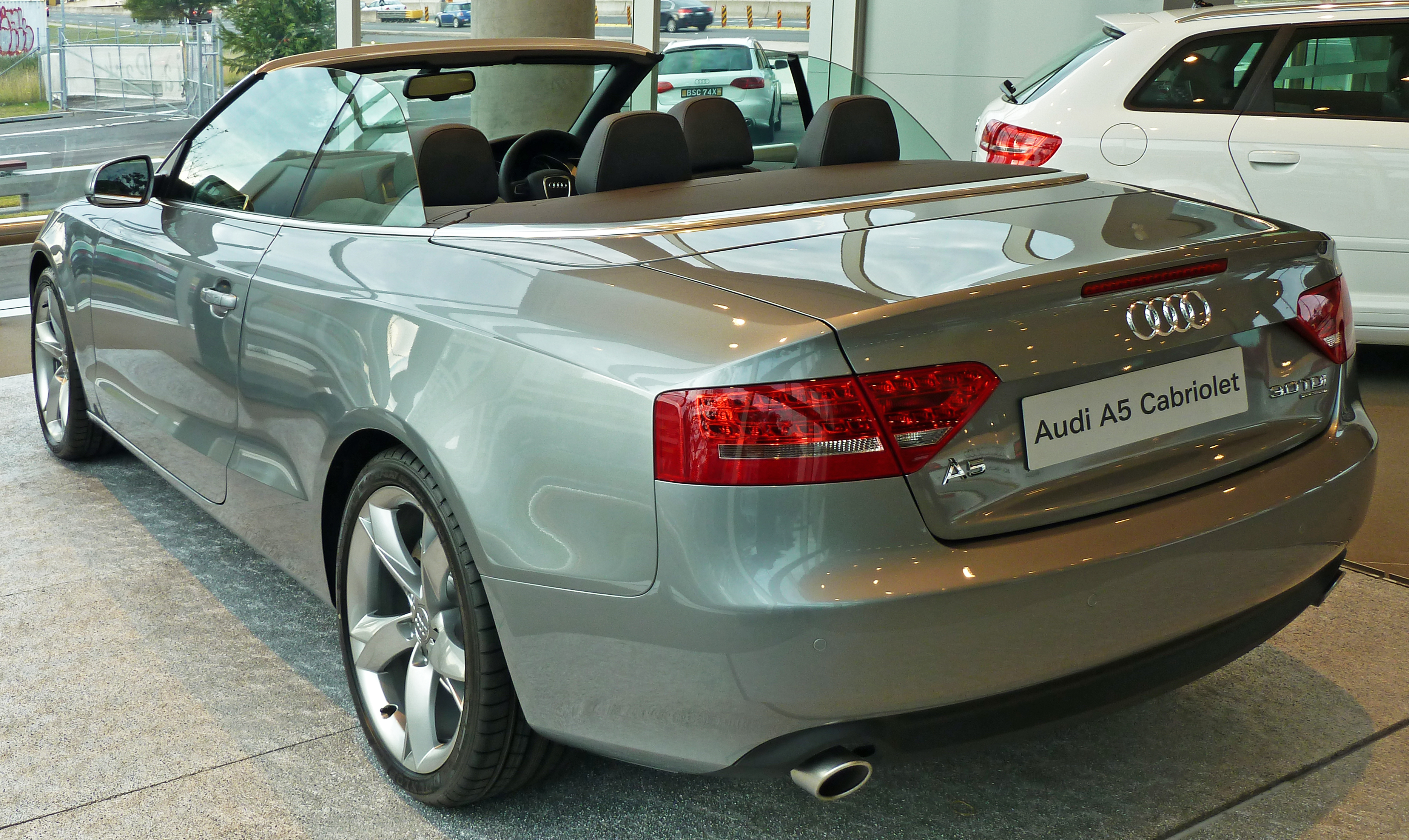
كابريوليه (شد الواجهة)

#### كوبيه (8 تي 3)
اعتمد التصميم على مفهوم السيارة نوفولري كواترو. تم الكشف عن سيارتي إي 5 وأس 5 كوبيه في وقت واحد في معرض السيارات الدولي (جنيف) ومعارض ملبورن الدولية للسيارات في 6 مارس 2007.
بدأ طلب إي 5 وأس 5 في 6 مارس 2007 وتم التسليم الأول في يونيو 2007. تضمنت طرازات الإطلاق 3.2 محرك V6 ف.س.آي متعدد الإلكترونات و3.0 ت.د.آي كواترو 6 سرعات، مع 1.8 ت.ف.س.آي متاح في خريف 2007.
تضمنت الطرز الأمريكية المبكرة ف.س.آي إي 5 3.2 كواترو و أس 5 4.2 ف.س.آي كوبيه كواترو.  
تضمن كلاهما إما ناقل حركة يدوي من ست سرعات أو ناقل حركة أوتوماتيكي تيبترونك بست سرعات. تم طرح طراز أس 5 للبيع في نوفمبر 2007، وهو مزود فقط بناقل حركة يدوي، بينما تم طرح طراز إي 5 وتيبترونك للبيع في بداية ربيع 2008.
وتم طرح إي 5 للبيع في كندا في عام 2008، والتي تضمنت 3.2 إي 5 ف.س.آي مع اختيار يدوي بست سرعات أو ناقل حركة تيبترونيك بست سرعات. منذ عام 2011، يتوفر محرك 2.0 لتر توربو فقط للطراز A5 في كندا. في عام 2013، قدمت أودي الإصدار الأسود الجديد إي 5.

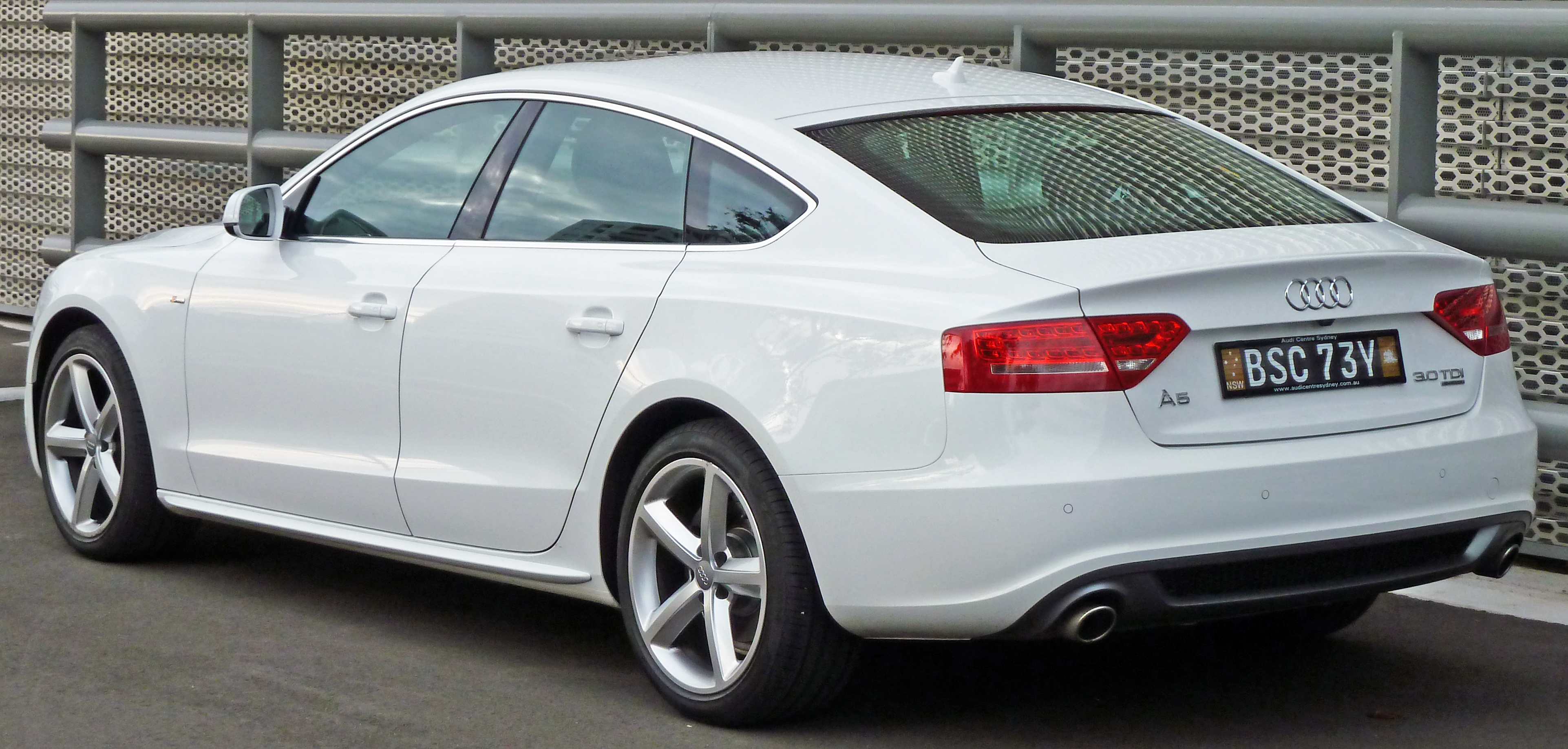
سبورت باك 2010 (بعد شد الوجه)

#### كابريوليه (8ف) (2009)
بدأ إنتاج كل من أودي إي 5 وأس 5 كابريلوت (قابلة للتحويل / كابريوليه) في بداية عام 2009. احتوت إي 5 كابريلوت على سقف من القماش بدلاً من السقف الصلب القابل للسحب كما هو الحال في فولكس فاجن يوس. نطاقات المحركات مماثلة لطرازات إي 5 كوبيه المعاصرة، لكن أس 5 كابريوليه جاءت بمحرك 3.0 لتر ت.ف.س.آي V6 فائق الشحن.
حلت إي 5 كابريوليه محل إي 4 كابورليه. بدأ تسليم إي 5 كابريلوت في الربع الثاني من عام 2009. تم الكشف عن السيارة في معرض نيويورك للسيارات 2009.
كما تم طرح إصدارات الولايات المتحدة من إي 5 وأس 5 كابريلوت للبيع في سبتمبر 2009 كنموذج 2010.
تضمنت الطرز المبكرة إي 5 2.0 لتر محرك I4 ت.ف.س.آي ملتيترونك وكواترو تيبترونك وأس 5 كواترو أس-ترونيك.

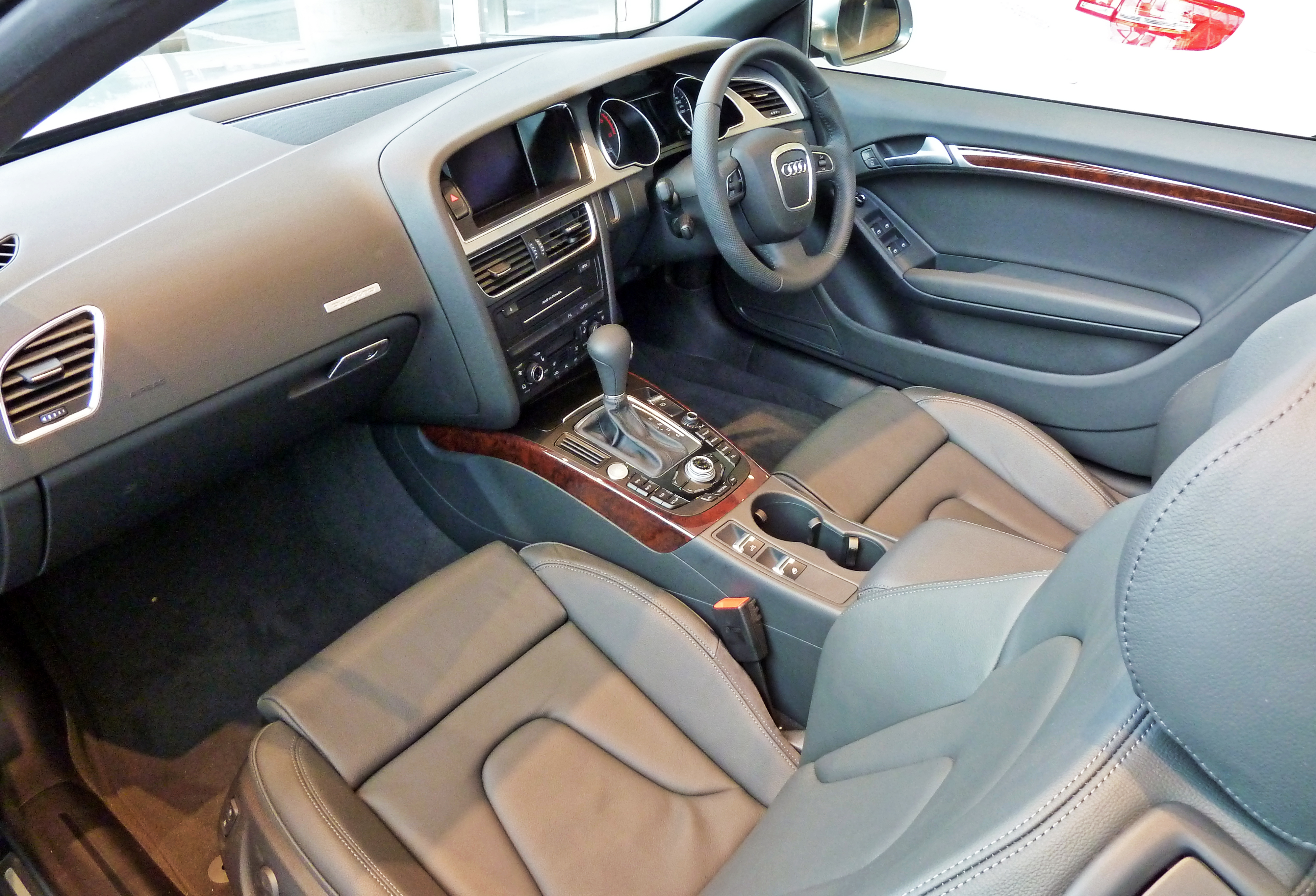
كواترو من الداخل 2010

#### سبورت باك (8 ت 8)
يحتوي إي 5 سبورت باك على أربعة أبواب بدون إطار وسقف طويل متدرج مثل خط السقف، مما يمنحها مظهراً يشبه الكوبيه بأربعة أبواب. بينما تشترك في العديد من الإشارات الخارجية مع إي 5 كوبيه، فإن التصميم الداخلي لـ سبورت باك يشبه سيارة الصالون إي 4؛ على الرغم من أن جميع طرازات إي 5 لها نفس منصة إي 4، إلا أن سبورت باك أقرب في التصميم إلى إي 4 من بقية عائلة إي 5.
تم وصف سبورت باك بأنها «صالون مع الواجهة الأمامية (بما في ذلك مظهر أس-لاين متطابق) والمصابيح الخلفية لسيارة إي 5 الكوبيه ولكن قاعدة عجلات إي 4»، مع وضع سبورت باك بشكل أكبر على أنها «سيارة المصمم» مقارنةً بـ  أكثر تقليدية صالون إي 4.
طراز سبورت باك متاح في أوروبا واليابان وكوريا الجنوبية والصين وأستراليا ونيوزيلندا والشرق الأوسط والمكسيك والأرجنتين وجنوب إفريقيا.
على الرغم من عدم بيعها في الأصل في الولايات المتحدة وكندا. دخلت إي 5 سبورت باك سوق أمريكا الشمالية كنموذج 2018 في بداية عام 2017.
تضمنت نماذج الإنتاج المبكر 2.0 ت.ف.س.آي كواترو 155 كيلوواط (211 - 208 حصان) 3.2 لتر ف.س.آي كواترو، 2.0 ت.د.آي 125 كيلوواط كواترو (170 - 168 حصان) مع علبة تروس يدوية من ست سرعات ونظام بدء / إيقاف، 2.7 لتر، 3.0 لتر ت.د.آي ت.د.آي كواترو. تم طرح إصدارات الإنتاج للبيع في سبتمبر 2009.
يتوفر إي 5 سبورت باك بمحركي بنزين وثلاثة محركات ديزل.

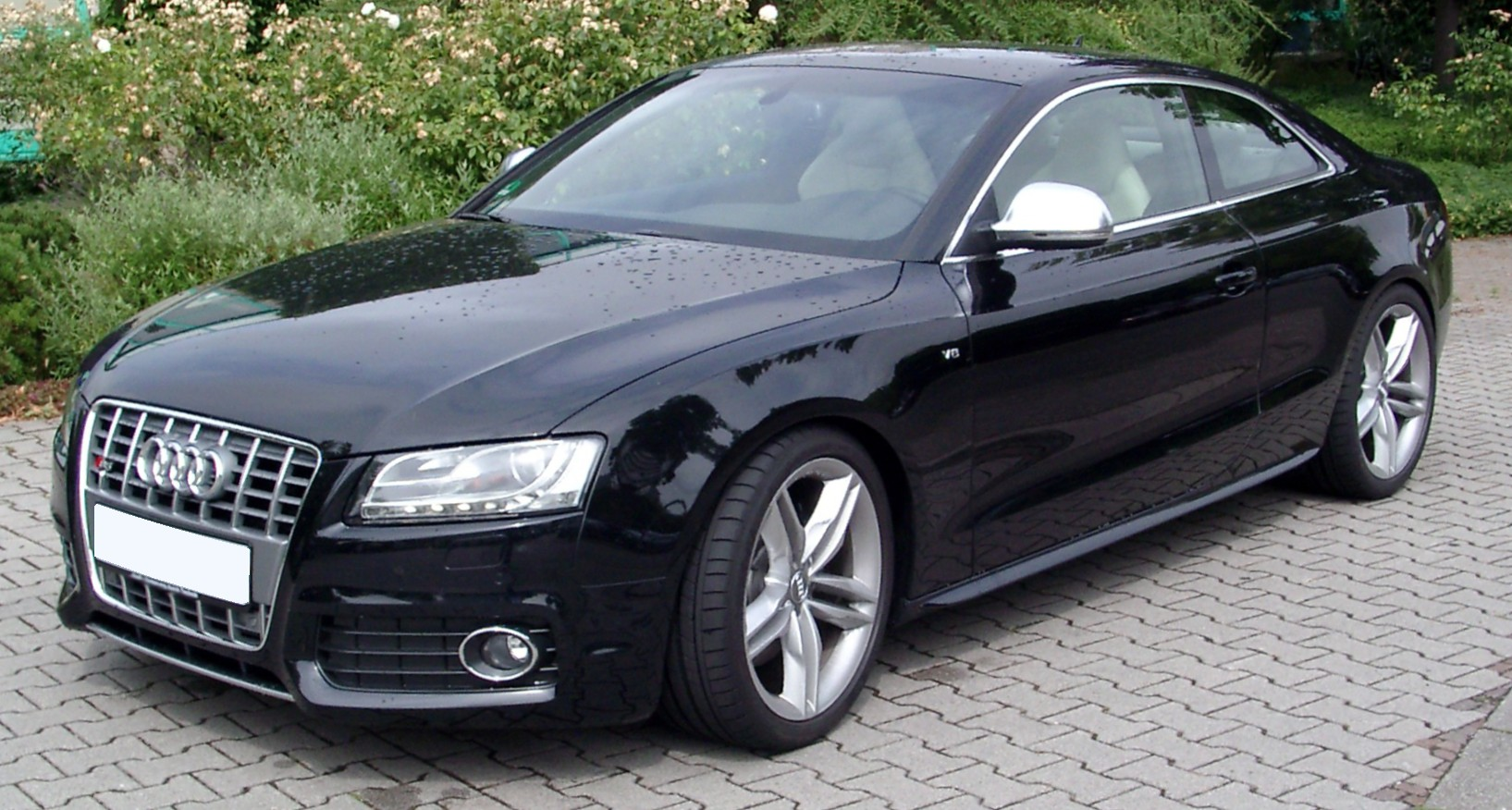
أودي أس 5 كوبيه (8T3 ، ألمانيا)

#### أس 5 (2007)
أنظر أيضا: أودي أس 5
تم إصدار أودي أس 5 في شكل كوبيه للجمهور في نفس الوقت مثل آي 5.  
تتميز أودي أس 5، مقارنةً بطراز إي 5، بواجهة مختلفة (كما هو الحال مع معظم طرازي أودي أس و آر أس)، بما في ذلك سلسلة من مصابيح ل.ي.د النهارية حول المصابيح الأمامية ثنائية زينون وشبكة كروم مخططة رأسياً.
في العديد من الأسواق، تشتمل أس 5 على عجلات معدنية قياس 19 بوصة مع تصميم خمسة أضلاع متوازية، ومكابح أكبر، ومقاعد رياضية جلدية مُدفأة، ومزايا راحة أخرى، بعضها متاح فقط كخيار في إي 5. تشمل التغييرات التي طرأت على طراز 2010 مصابيح إل إي دي خلفية، وإدخال مستويات برستيج وبريميوم بلس، ومعدات اختيارية جديدة مثل مقاعد جلدية / ألكانترا.
على الرغم من مشاركة نفس اللوحة، كانت المحركات مختلفة بين الكوبيه وكابريلوت سبورت باك  في سنوات الطراز 2010-12. كان لدى أودي أس 5 كوبيه 2010-12 محرك V8 ذو حقن طبقي للوقود سعة 4.2 لتر ينتج 260 كيلوواط (349 حصان)، في حين أن أس 5 كابريوليه وسبورت باك لها محرك ت.ف.س.آي V6 فائق الشحن سعة 3.0 لتر ينتج 245 كيلو واط (329 حصان) التي تمت مشاركتها مع سيارة أودي أس 4 3.0 لتر ت.ف.س.آي كواترو سيدان وأفانت لعام 2010.
كان لدى الكوبيه الاختيار بين ناقل حركة يدوي بست سرعات أو ناقل حركة أوتوماتيكي من ست سرعات تيبترونيك، في حين أن كابريوليه / سبورت باك لديها ناقل حركة أوتوماتيكي مزدوج القابض أس-ترونيك بسبع سرعات.

#### إي 5 كوبيه (2009)
الألومنيوم إي 5 كوبيه هو نموذج أولي لمركبة توضح مفهوم أودي سبيس فارم  (الإختصارASF). يعتمد على 2.0 لتر أودي إي 5 كوببه ت.ف.س.آي بمحرك 155 كيلو واط (211 حصان، 208 حصان) ولكنه يستخدم هيكل أودي سبيس فارم والألمنيوم والبلاستيك المقوى بألياف الكربون. استبدل اللحام الهجين بالليزر م.آي.ج أو التثبيت بالثقب أو اللحام الهجين. السيارة أخف بمقدار 110 كجم (243 رطلاً) من طراز الإنتاج المصنوع من الفولاذ.
كما تم بناء السيارة من قبل مركز التصميم للألمنيوم والوزن الخفيف في أودي في نيكارسولم.

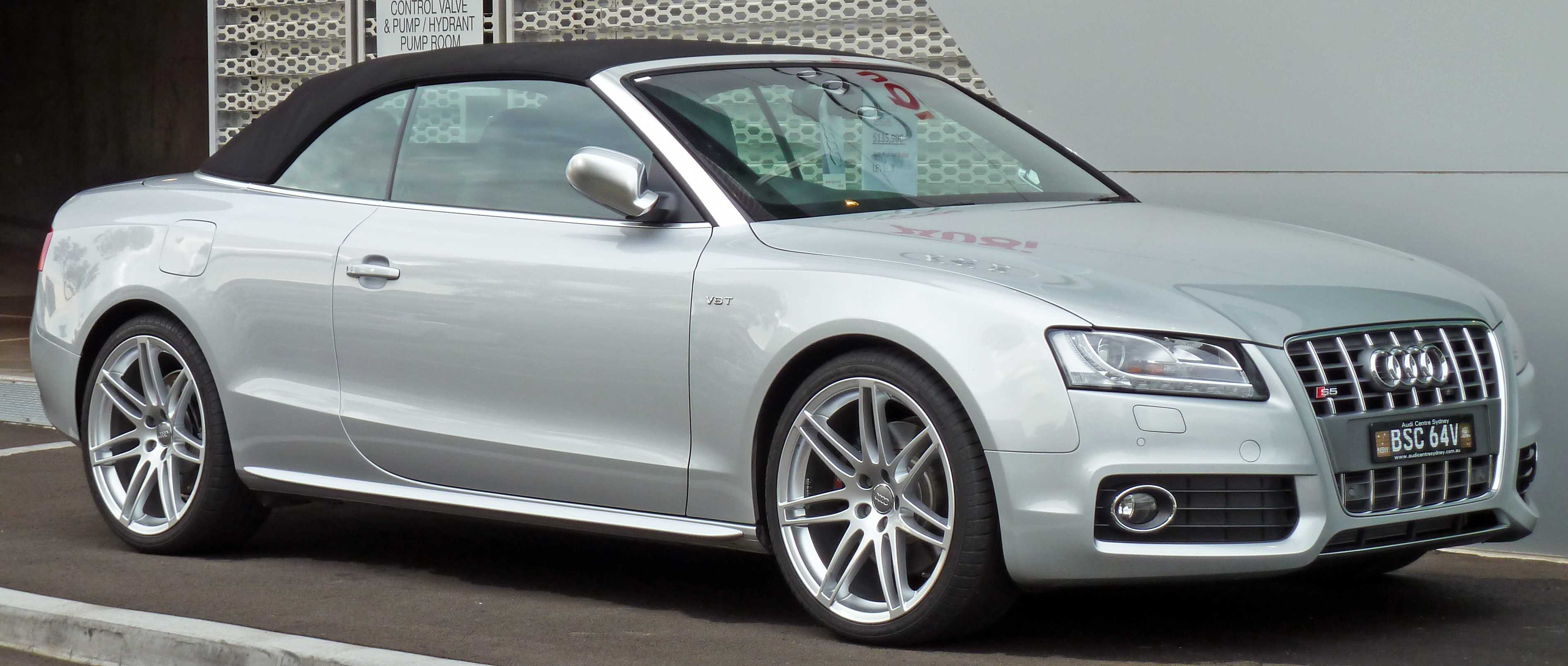
أودي أس 5 كابريوليه (8F7، أستراليا)

#### آر أس 5 (2010-2015)
تتوفر آر أس 5 في جسم الكوبيه، وتتميز بمحرك 4.2 حقن طبقي للوقود بقوة 450 حصان (331 كيلوواط، 444 حصان) عند 8250 دورة في الدقيقة و430 نيوتن متر (317.15 رطل قدم) عند 4000-6000 دورة في الدقيقة، إلى جانب سبعة  - ناقل حركة أس-ترونيك السرعة ونظام الدفع الرباعي الدائم كواترو مع ترس تفاضلي لمركز التاج وتوجيه عزم الدوران الإلكتروني.
تتميز بعجلات من سبائك الألمنيوم مقاس 19 بوصة بتصميم هيكل حصري بخمسة أذرع مع إطارات مقاس 275/35 (عجلات شتوية اختيارية مقاس 19 بوصة)، وأقراص مكابح أمامية من الألومنيوم مهواة بقطر 365 مم (14.37 بوصة) (اختيارية بقطر 380 مم (14.96 بوصة) من السيراميك الكربوني الأمامي  أقراص المكابح)، وملاقط مكابح من الألومنيوم ذات 8 مكابس مع شعارات آر أس  باللون الأسود شديد اللمعان، برنامج تثبيت إلكتروني مع وضع رياضي متكامل، نظام توجيه مؤازر يعتمد على السرعة، اختيار محرك أودي مع ثلاثة (4 مع نظام ملاحة م.م.آي) أوضاع تشغيل (راحة، تلقائي، وديناميكي، ومخصص اختياري)، وتوجيه ديناميكي اختياري.
من الناحية الجمالية، تتميز آر أس 5 بشبكة ذات إطار واحد مع شبكة بنمط معين رمادي فحمي لامع، ومصابيح زينون بلس الأمامية مع شريط كاسح من مصابيح  إل إي دي التي تعمل في النهار، ومصد أعيد تصميمه يتناقص إلى أسفل إلى مصدات متوهجة مستوحاة من أودي كواترو، عتبات جانبية مع  الأغطية الزاويّة وشرائط الزخرفة المصنوعة من الألمنيوم على الشبك أحادي الإطار وبالقرب من النوافذ الجانبية والمرايا الخارجية؛ اختيار من 8 ألوان للهيكل، واثنين من أنابيب العادم البيضاوية المدمجة داخل المصد، والجناح في الباب الخلفي يمتد تلقائياً بسرعة 120 كم / ساعة (75 ميلاً في الساعة) ويتراجع بسرعة 80 كم / ساعة (50 ميلاً في الساعة)، مدمج أسفل الهيكل بشكل واسع  فتحات التهوية لـ أس-ترونيك سبع سرعات والمكابح الأمامية.
في قمرة القيادة، يحتوي الطراز على مقاعد رياضية قابلة للتعديل كهربائيًا من الجلد / الكانتارا مع تنجيد مع أقسام جانبية ومساند رأس مدمجة (مقاعد دلو اختيارية مع انحناءات أكثر بروزاً ومساند ظهر قابلة للطي، ومقاعد مريحة ذات تهوية ومنجدة بشكل فاخر، ومقاعد مريحة يتم التحكم فيها بالمناخ؛ يتميز تنجيد المقاعد الاختياري جلود وألوان خاصة بالإضافة إلى بطانة سقف فضية) عجلة قيادة منجدة بالجلد المثقب، عدادات سوداء بحروف بيضاء ومقاسات مميزة، نظام معلومات للسائق مزود بمؤقت حضن مدمج ومقياس لدرجة حرارة الزيت، داخلية سوداء مع تطعيمات زخرفية مصنوعة من ألياف الكربون (شبكة اختيارية من الفولاذ المقاوم للصدأ داكن اللون، أو تشطيب باللون الأسود من البيانو أو ترصيع من الألومنيوم المصقول) ولفافة لوحة العدادات بتشطيبات البيانو، والدواسات، ومساند القدمين، وأزرار التحكم في أنظمة الملاحة الاختيارية م.م.آي المصنوعة من الألومنيوم؛ مقابض أبواب مع شريطين رفيعين، وإدخالات من الألمنيوم على حواف عتبات الأبواب وشعارات آر أس 5، وأدوات تحكم اختيارية مغطاة بالجلد، وحصائر أرضية تحمل شعارات آر أس 5، ونظام عادم رياضي مع رفرف صوت وزخارف سوداء لأنبوب العادم.
حزمة تصميم الكربون متوفرة لمقصورة المحرك ولجسم السيارة. تتضمن حزم التصميم مظهراً أسود أو ألومنيوم غير لامع.
يزن آر أس 5 1800 كجم (3968 رطلاً) مع 56.3 في المائة في المقدمة و43.7 في الخلف مما يجعله عرضة لعدم الاستدارة، ومع ذلك، أضافت أودي نظامين كهروميكانيكيين لمواجهة ثقل الأنف. يحاول نظام التحكم بالثبات إيقاف المحراث الأمامي قبل حدوث ذلك عن طريق الضغط على الفرامل الموجودة على العجلات الداخلية والتي تسحب هذه الإطارات بشكل فعال بما يكفي لسحب السيارة إلى الزاوية.
تتميز آر أس 5 أيضاً بوجود تفاضل خلفي نشط يمكنه توزيع القوة بين العجلات الخلفية لإحداث تأثير مماثل أو حتى تجاوز الحد؛ في الظروف العادية، يوفر نظام الدفع الرباعي 60٪ كواترو من عزم دوران المحرك للخلف ويزيد بنسبة تصل إلى 85٪ حسب الظروف.
وفقاً لرئيس شركة كواترو ستيفان ريل، يعتمد محرك 4.2 حقن طبقي للوقود على محرك 5.2 لتر أودي ف.س.آي V10 (الموجود في D3 أودي أس 8 أودي وأودي آر 8) مع إزالة أسطوانتين.
تم الكشف عن السيارة في معرض جنيف للسيارات 2010. بدأت مبيعات أودي آر أس 5 في ربيع عام 2010.

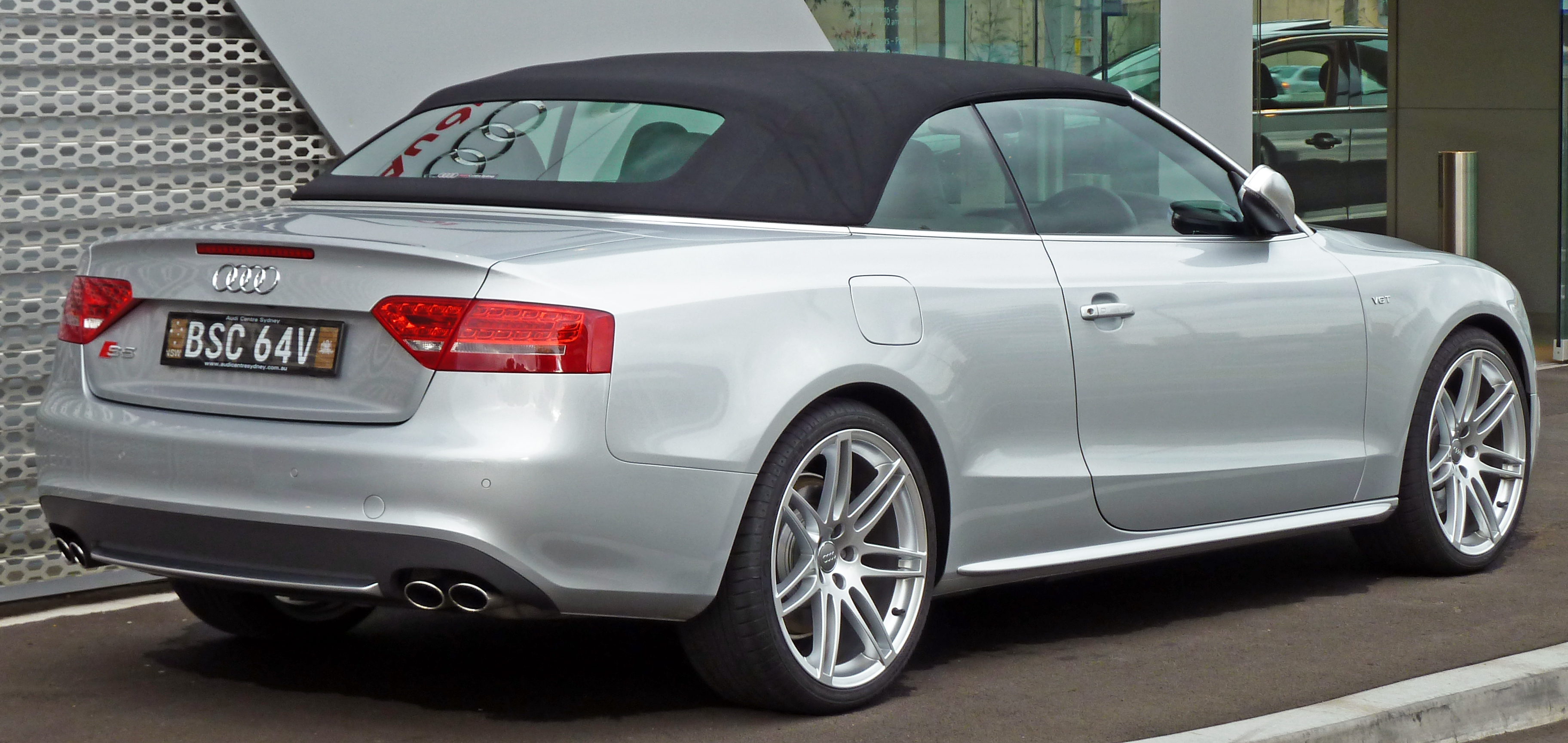
أودي أس 5 كابريوليه (8F7، أستراليا)

#### الإيثانول ي100 كوبيه (2010)
إنه نموذج أولي مصمم لسلسلة تحدي ميشلان بيبندم 2010. وهي تشتمل على محرك 2.0 لتر حقن طبقي للوقود بقوة 132 كيلو واط (179 حصاناً، 177 حصاناً) وعزم دوران 320 نيوتن متر (236 رطل قدم)، ونظام دفع رباعي كواترو يدوي بستة تروس. تتسارع من 0-100 كيلومتر في الساعة (0-62 ميل في الساعة) في 6.9 ثانية مع سرعة قصوى تبلغ 236 كم / ساعة (147 ميل في الساعة)، وتزن 1310 كجم (2888 رطل).
تستهلك السيارة رسمياً 9.9 لتراً لكل 100 كيلومتر (29 ميلا في الغالون، 24 ميلا في الغالون) عند تشغيلها على الإيثانول، لكن السائقين تمكنوا من استخدام الإيثانول خلال تحدي ميشلان 9.5 لتر / 100 كيلومتر (30 ميلا في الغالون، 25 ميلا في الغالون في الولايات المتحدة)  بيبندام رالي.

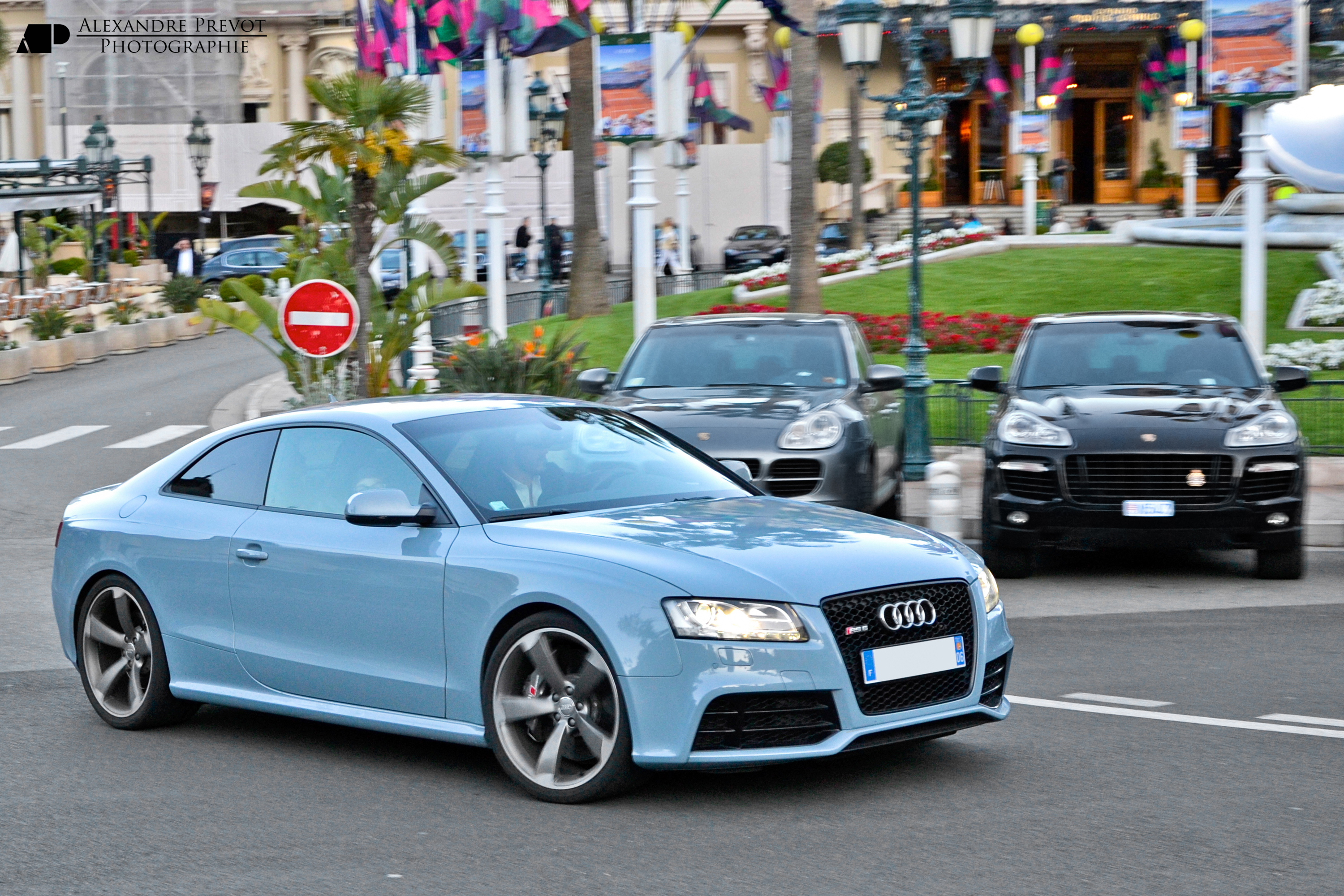
أودي آر أس كوبيه

#### الإصدار الخاص أس 5 (2012)
إنها نسخة محدودة (125 وحدة) من 2012 أس 5 4.2 حقن طبقي للوقود كواترو كوبيه للسوق الأمريكية، احتفالًا بنهاية إنتاج أودي أس 5 كواترو  أودي أس 5 4.2 لتر حقن طبقي للوقود. وتضمنت حزمة بريستيج، ولون هيكل دايتونا رمادي، وعجلات بتصميم دوار مقاس 19 بوصة خماسية الأضلاع، ومقاعد رياضية بلونين فضي بولار وأسود أس 5، وخياطة فضية متباينة على المقاعد، ومساند الذراعين، ومقبض ناقل الحركة، وعجلة القيادة؛ سجادات أرضية بإطار جلدي فضي، وشارات ألمنيوم «حصرية من أودي» على ألواح الأبواب، وخط حزام من ألياف الكربون ومجموعة أجهزة البيانو السوداء.
كما تم كشف النقاب عن السيارة في عام 2012 اجتماع نادي أمريكا الشمالية في إنفينيون ريسواي.

### تحديد

#### أنماط الجسم
| أنواع الجسم                                 | كوبيه     | كابريوليه | سبورت باك |
| نموذج                                       | سنين      | سنين      | سنين      |
| ------------------------------------------- | --------- | --------- | --------- |
| إي 5 1.8 لتر ت.ف.س.آي (118 كيلو واط)        | 2009–     | 2009–     | 2009–     |
| إي 5 1.8 لتر ت.ف.س.آي (125 كيلو واط)        | 2007-2008 | -         | -         |
| إي 5 1.8 لتر ت.ف.س.آي (130 كيلو واط)        | 2012-2016 | -         | 2016–     |
| إي 5 2.0 لتر ت.ف.س.آي (132 كيلو واط)        | 2008-2011 | 2009-2011 | 2009-2011 |
| إي 5 2.0 لتر ت.ف.س.آي (155 كيلو واط) كواترو | 2008–     | 2009–     | 2009–     |
| إي 5 3.0 لتر ت.ف.س.آي كواترو                | 2012–     | 2009–     | 2009–     |
| إي 5 3.2 لتر ت.ف.س.آي                       | 2007-2011 | 2009-2011 | 2009-2011 |
| أس 5 4.2 لتر .ف.س.آي كواترو                 | 2007-2012 | -         | -         |
| آر أس 5 4.2 لتر .ف.س.آي كواترو              | 2010–     | 2012–     | -         |
| أي 5 2.0 لتر ت.د.آي (105 كيلو واط)          | -         | 2010–     | 2010–     |
| أي 5 2.0 لتر ت.د.آي (125 كيلو واط)          | 2008-2011 | 2009-2011 | 2009-2011 |
| أي 5 2.7 لتر ت.د.آي                         | 2007-2011 | 2009-2011 | 2009-2011 |
| أي 5 3.0 لتر ت.د.آي (177 كيلو واط)          | 2007-2011 | 2009-2011 | 2009-2011 |

#### المحركات
| نموذج                                            | سنة            | كود نوع                                                  | القوة، عزم الدوران عند دورة في الدقيقة                                               |
| محركات البنزين                                   | محركات البنزين | محركات البنزين                                           | محركات البنزين                                                                       |
| ------------------------------------------------ | -------------- | -------------------------------------------------------- | ------------------------------------------------------------------------------------ |
| إي 5 1.8 لتر ت.ف.س.آي كوبيه                      | 2007-2008      | 1798 سم مكعب (109.7 قدم مكعب) I4 توربو (CABD)            | 125 كيلو واط (170 حصان، 168 حصان) عند 6200، 250 نيوتن متر (184 رطل قدم)عند 1500-4800 |
| إي 5 1.8 لتر ت.ف.س.آي                            | 2009–          | 1.798 سم مكعب (109.7 قدم مكعب) I4 توربو (EA888) (CDHB)   | 118 كيلو واط (160 حصان، 158 حصان) عند 6200، 250 نيوتن متر (184 رطل قدم)عند 1500-4500 |
| إي 5 1.8 لتر ت.ف.س.آي                            | 2016–          | 1798 سم مكعب (109.7 قدم مكعب) I4 توربو (CJEE) (CDHB)     | 130 كيلوواط (177 حصان، 174 حصان) عند 6200، 320 نيوتن متر (236 رطل قدم)عند 1400-4500  |
| إي 5 2.0 لتر ت.ف.س.آي                            | 2008-2011      | 1,984 سم مكعب (121.1 قدم مكعب) I4 توربو (CDNB)           | 132 كيلوواط (179 حصان، 177 حصان) عند 6000، 320 نيوتن متر (236 رطلاً قدم)عند 1500-3900 |
| إي 5 2.0 لتر ت.ف.س.آي                            | 2008–          | 1,984 سم مكعب (121.1 قدم مكعب) I4 توربو (EA888) (CDNC)   | 155 كيلوواط (211 حصان، 208 حصان) عند 6000، 350 نيوتن متر (258 رطل قدم)عند 1500-4200  |
| إي 5 2.0 لتر ت.ف.س.آي كواترو                     | 2008–          | 1,984 سم مكعب (121.1 قدم مكعب) I4 توربو (EA888) (CDNC)   | 155 كيلوواط (211 حصان، 208 حصان) عند 6000، 350 نيوتن متر (258 رطل قدم)عند 1500-4200  |
| إي 5 3.0 لتر ت.ف.س.آي كواترو                     | 2011–          | 2995 سم مكعب (182.8 متر مكعب) V6 سوبر تشارج              | 200 كيلووات (272 حصان، 268 حصان) عند 4780-6500 نيوتن متر (295 رطل قدم)عند 2150-4780  |
| إي 5 3.2 لتر ت.ف.س.آي كواترو                     | 2007-2011      | 3,197 سم مكعب (195.1 قدم مكعب) V6 (CALA)                 | 195 كيلوواط (265 حصان، 261 حصان) عند 6500، 330 نيوتن متر (243 رطل قدم)عند 3000-5000  |
| أس 5 3.0 لتر ت.ف.س.آي كواترو كابريولت، سبورت باك | 2009–          | 2995 سم مكعب (182.8 قدم مكعب) V6 سوبر تشارج (CAKA -CCBA) | 245 كيلوواط (333 حصان، 329 حصان) عند 5500-7000 نيوتن متر (325 رطل قدم)عند 2900-5300  |
| أس 5 4.2 لتر ف.س.آي كواترو كوبيه                 | 2007-2012      | 4,163 سم مكعب (254.0 قدم مكعب) V8 (CAUA)                 | 260 كيلووات (354 حصان، 349 حصان) عند 7000، 440 نيوتن متر (325 رطل قدم)عند 3500       |
| آر أس 5 4.2 لتر ف.س.آي كواترو كوبيه              | 2010-2017      | 4,163 سم مكعب (254.0 قدم مكعب) V8 (CFSA)                 | 331 كيلووات (450 حصان، 444 حصان) عند 8250، 430 نيوتن متر (317 رطل قدم)عند 4000-6000  |
| محركات الديزل                                    |                |                                                          |                                                                                      |
| إي 5 2.0 لتر ت.د.آي سبورت باك                    | 2011–          | 1,968 سم مكعب (120.1 قدم مكعب) I4 توربو                  | 100 كيلوواط (136 حصان، 134 حصان) عند 4200، 320 نيوتن متر (236 رطل قدم)عند 1750-2500  |
| إي 5 2.0 لتر ت.د.آي سبورت باك                    | 2009–          | 1,968 سم مكعب (120.1 قدم مكعب) I4 توربو (CAGA)           | 105 كيلوواط (143 حصان، 141 حصان) عند 4200، 320 نيوتن متر (236 رطل قدم)عند 1750-2500  |
| إي 5 2.0 لتر ت.د.آي كواترو                       | 2008-2011      | 1,968 سم مكعب (120.1 قدم مكعب) I4 توربو (CAHA)           | 125 كيلوواط (170 حصان، 168 حصان) عند 4200، 350 نيوتن متر (258 رطل قدم)عند 1750-2500  |
| إي 5 2.0 لتر ت.د.آي ملتيترونيك                   | 2011–          | 1,968 سم مكعب (120.1 قدم مكعب) I4 توربو (CGLC)           | 130 كيلوواط (177 حصان، 174 حصان) عند 4200، 380 نيوتن متر (280 رطل قدم)عند 1750-2500  |
| إي 5 2.7 لتر ت.د.آي                              | 2007-2011      | 2698 سم مكعب (164.6 قدم مكعب) V6 توربو (CAMA ، CGKA)     | 140 كيلوواط (190 حصان، 188 حصان) عند 3500-4400 نيوتن متر (295 رطل قدم)عند 1400-3250  |
| إي 5 3.0 لتر ت.د.آي كواترو                       | 2007-2011      | 2967 سم مكعب (181.1 قدم مكعب) V6 توربو (CAPA ، CCWA)     | 176 كيلوواط (239 حصان، 236 حصان) عند 4000-4400 نيوتن متر (369 رطل قدم)عند 1500-3000  |
| إي 5 3.0 لتر ت.د.آي كواترو                       | 2011-2015      | 2967 سم مكعب (181.1 قدم مكعب) V6 توربو (CDU ، CDUC)      | 180 كيلوواط (245 حصان، 241 حصان) عند 4000-4500 نيوتن متر (369 رطل قدم)عند 1400-3250  |

#### الإرسال
| نموذج                                             | سنة            | أنواع |
| محركات البنزين                                    | محركات البنزين | محركات البنزين |
| ------------------------------------------------- | -------------- | --- |
| إي 5 1.8 لتر ت.ف.س.آي كوبيه (125 كيلو واط)        | 2007-2008      | يدوي 6 سرعات |
| إي 5 1.8 لتر ت.ف.س.آي (118 كيلو واط)              | 2009–          | يدوي 6 سرعات، متعدد السرعات |
| إي 5 2.0 لتر ت.ف.س.آي (132 كيلو واط)              | 2008–          | يدوي 6 سرعات، كابريوليه متعدد السرعات: متعدد الإلكترون |
| إي 5 2.0 لتر ت.ف.س.آي (155 كيلو واط)              | 2008–          | يدوي 6 سرعات، متعدد السرعات |
| إي 5 1.8 لتر ت.ف.س.آي كواترو (155 كيلو واط)       | 2008–          | الكوبيه: يدوي 6 سرعات، 7 سرعات أس-ترونيك، 6 سرعات تبترونيك، 8 سرعات تبترونيك سبورت باك: يدوي بـ 6 سرعات، أس-ترونيك كابريلوت: 7 سرعات أس-ترونيك، 8 سرعات تبيترونيك |
| إي 5 3.0 لتر ت.ف.س.آي كواترو، كابريولت، سبورت باك | 2009–          | 7 سرعات أس-ترونيك، يدوي 6 سرعات |
| أس 5 3.2 لتر ف.س.آي                               | 2007–          | ملتيترونيك |
| إي 5 3.2 لتر ف.س.آي كواترو                        | 2007–          | الكوبيه: يدوي بـ 6 سرعات، و6 سرعات تيبترونيك سبورت باك: 7 سرعات أس-ترونيك كابريولت: 7 سرعات أس-ترونيك                                                             |
| أس 5 3.2 لتر ف.س.آي كواترو كوبيه                  | 2007–          | يدوي 6 سرعات، 6 سرعات تيبترونيك |
| آر أس 5 4.2 لتر ف.س.آي كواترو كوبيه               | 2010–          | 7 سرعات أس-ترونيك |
| محركات الديزل                                     |                | |
| أي 5 2.0 لتر ت.د.آي سبورت باك (143 حصان)          | 2009–          | ملتيترونيك |
| أي 5 2.0 لتر ت.د.آي (100 كيلو واط)                | 2011–          | يدوي 6 سرعات |
| أي 5 2.0 لتر ت.د.آي (105 كيلو واط)                | 2008–          | يدوي 6 سرعات |
| أي 5 2.0 لتر ت.د.آي كواترو (125 كيلو واط)         | 2008–          | يدوي 6 سرعات |
| أي 5 2.0 لتر ت.د.آي (130 كيلو واط)                | 2011–          | 6 سرعات يدوي ومتعدد إلكتروني |
| أي 5 2.0 لتر ت.د.آي كواترو أس-لاين (130 كيلو واط) | 2011–          | يدوي 6 سرعات و7 سرعات أس-ترونيك |
| أي 5 2.7 لتر ت.د.آي كوبيه وكابريوليه              | 2007–          | ملتيترونيك |
| أي 5 3.0 لتر ت.د.آي كواترو                        | 2007–          | الكوبيه: يدوي بـ 6 سرعات، و6 سرعات تبيترونيك، و7 سرعات أس-ترونيك (بعد مايو 2010) سبورت باك: يدوي بـ 6 سرعات، و7 سرعات أس-ترونيك كابريوات: 7 سرعات أس-ترونيك       |

في عام 2009، أعلنت أودي عن خيار ناقل الحركة ذو السبع سرعات أس-ترونيك لـ إي 5 مع 2.0 لتر ت.ف.س.آي كواترو  (155 كيلوواط) لسوق المملكة المتحدة، والذي حل محل تيبترونيك ذو الست سرعات في المملكة المتحدة وألمانيا.
بدءاً من عام 2011، تشتمل إي 5 ت.ف.س.آي كواترو كوبيه 2.0 لتر وكابريوليه على خيار ناقل الحركة تيبترونك بـ 8 سرعات، لتحل محل تيبترونك بست سرعات في أسواق الولايات المتحدة وكندا.
بالنسبة لمحرك ت.ف.س.آي أس 5 3.0 لتر (245 كيلو واط)، تم إيقاف ناقل الحركة اليدوي للسوق الأوروبية.

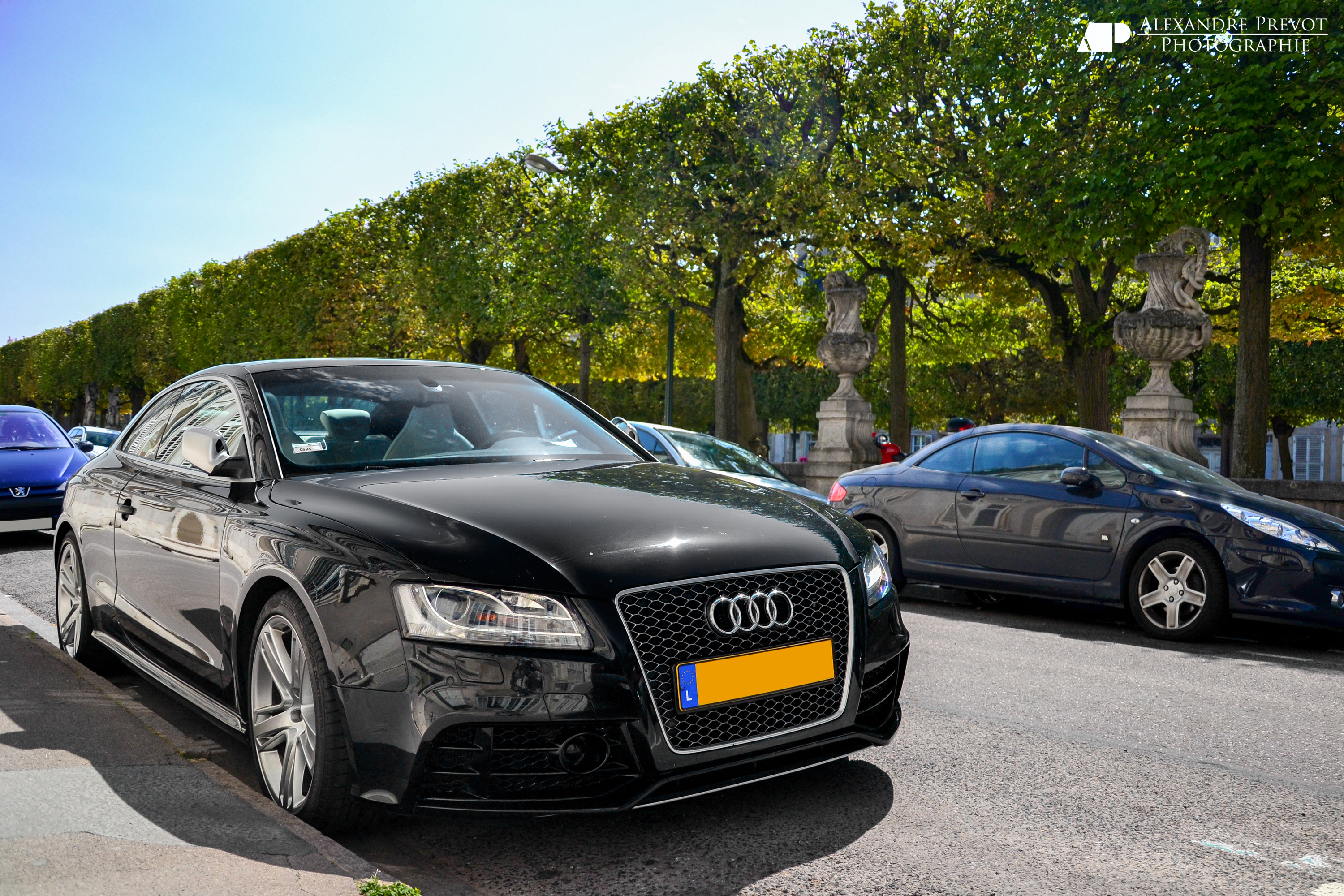
أودي آر س

#### ادوات
تم تقديم حزمة التيتانيوم في عام 2011 من طراز أس 5 وإي 5 كوبيه المباع في الولايات المتحدة

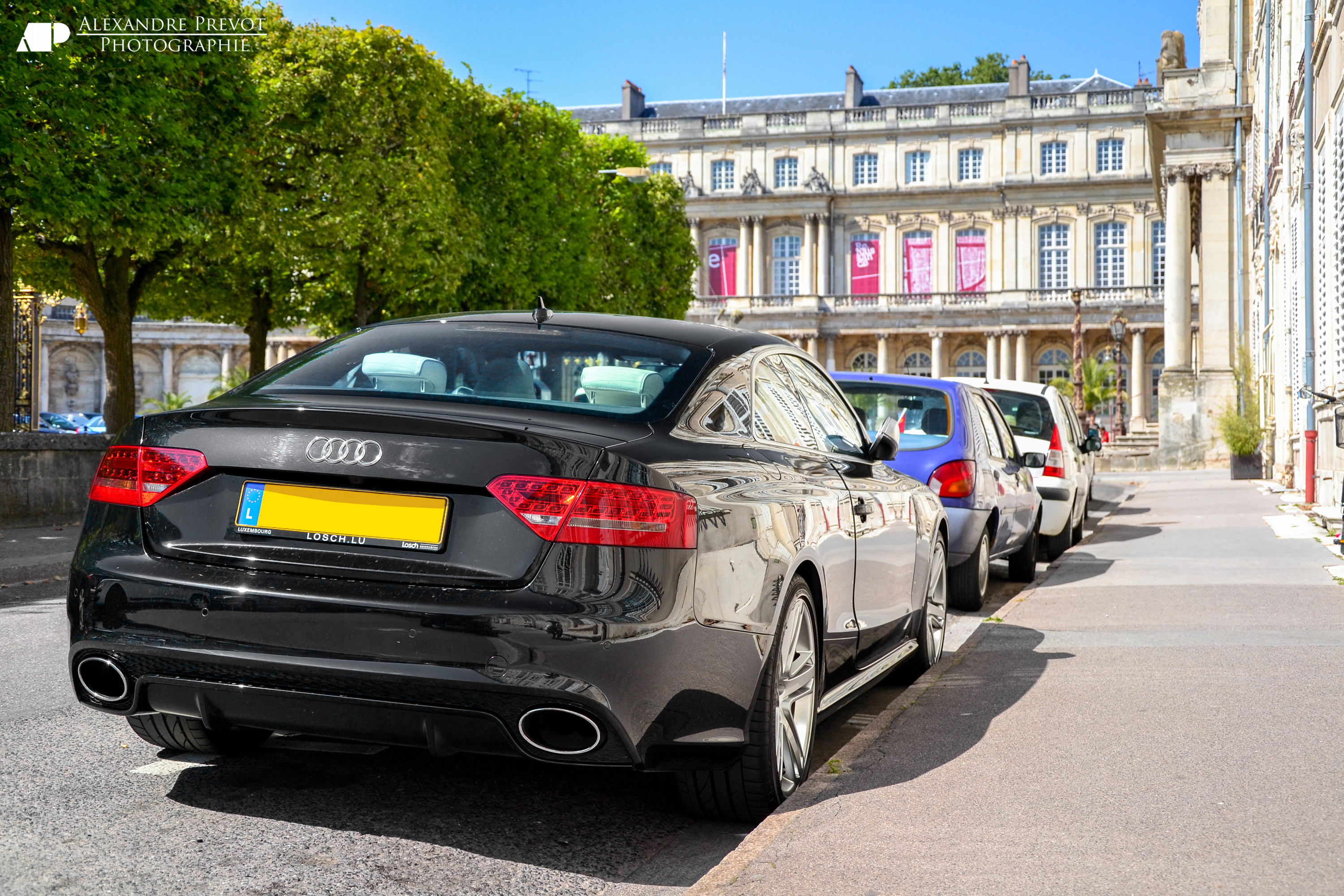
أودي آر س

#### استقبال
تمت الإشادة بالسيارة لتصميمها وجودة بنائها وأدائها ونظام الدفع الرباعي، وحظيت بإيجابية من قبل غالبية الصحافة الآلية. تم تقييمه لنموذج نادر لسيارة متخصصة ممتازة من جميع النواحي قال والتر دي سيلفا إن أودي إي 5  كوبيه هي «أجمل تصميم له على الإطلاق».

#### رياضة السيارات
فاز ت.د.آي 3.0 لتر أودي إي 5 في مسابقة تحدي ميشلان بيندوم تحت فئة النماذج الأولية.
انتزع إيثانول إي 100 كوبيه النصر الشامل في رالي تحدي ميشلان بيندوم 2010 البيئي على مسافة 350 كيلومتراً.

#### التسويق

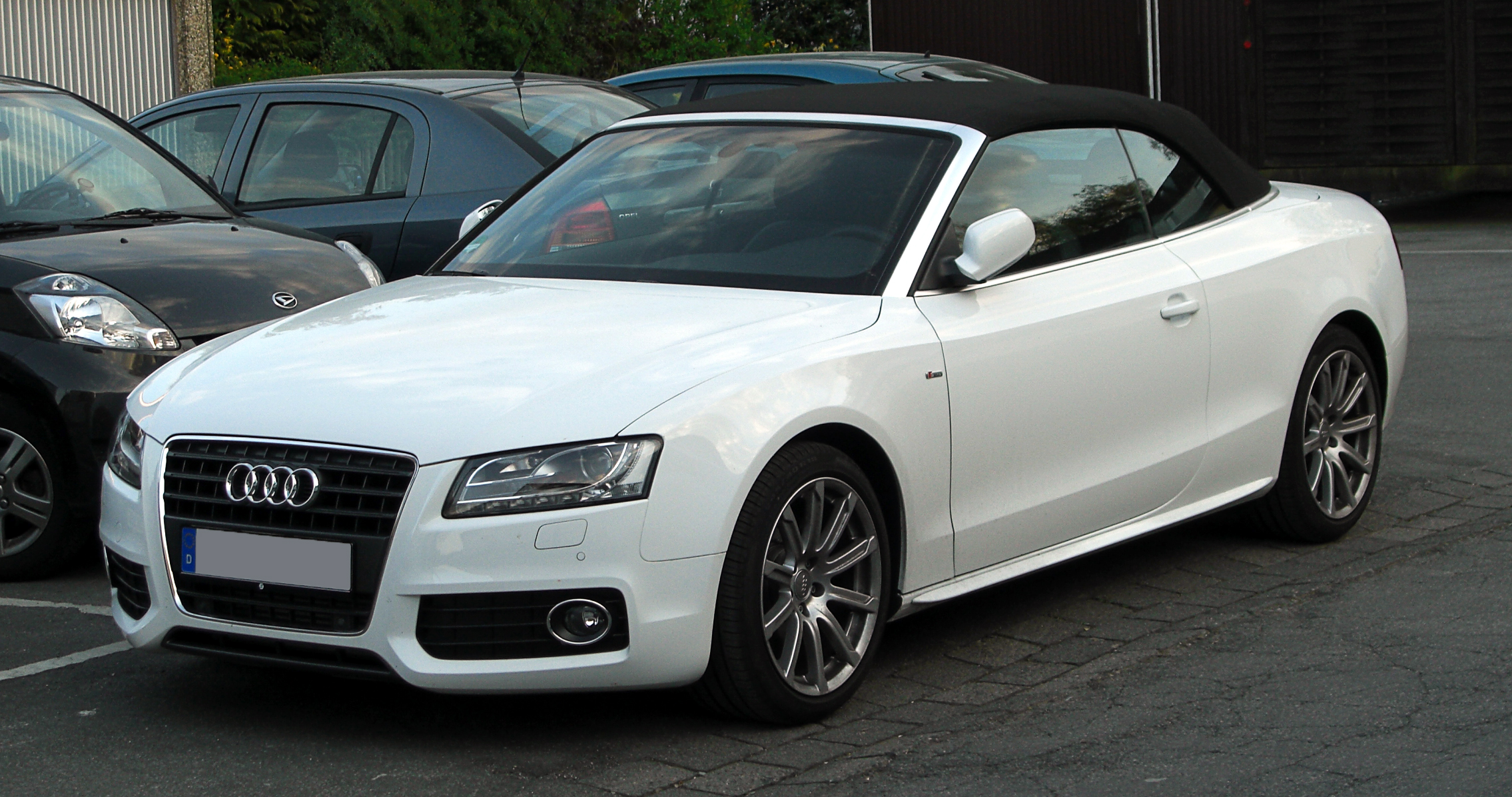
أي 5 كابريوليه أس لاين 2011

استخدمت الإعلانات التلفزيونية ل إي 5 سبورت باك صوتاً من ستوديو صوت أودي.

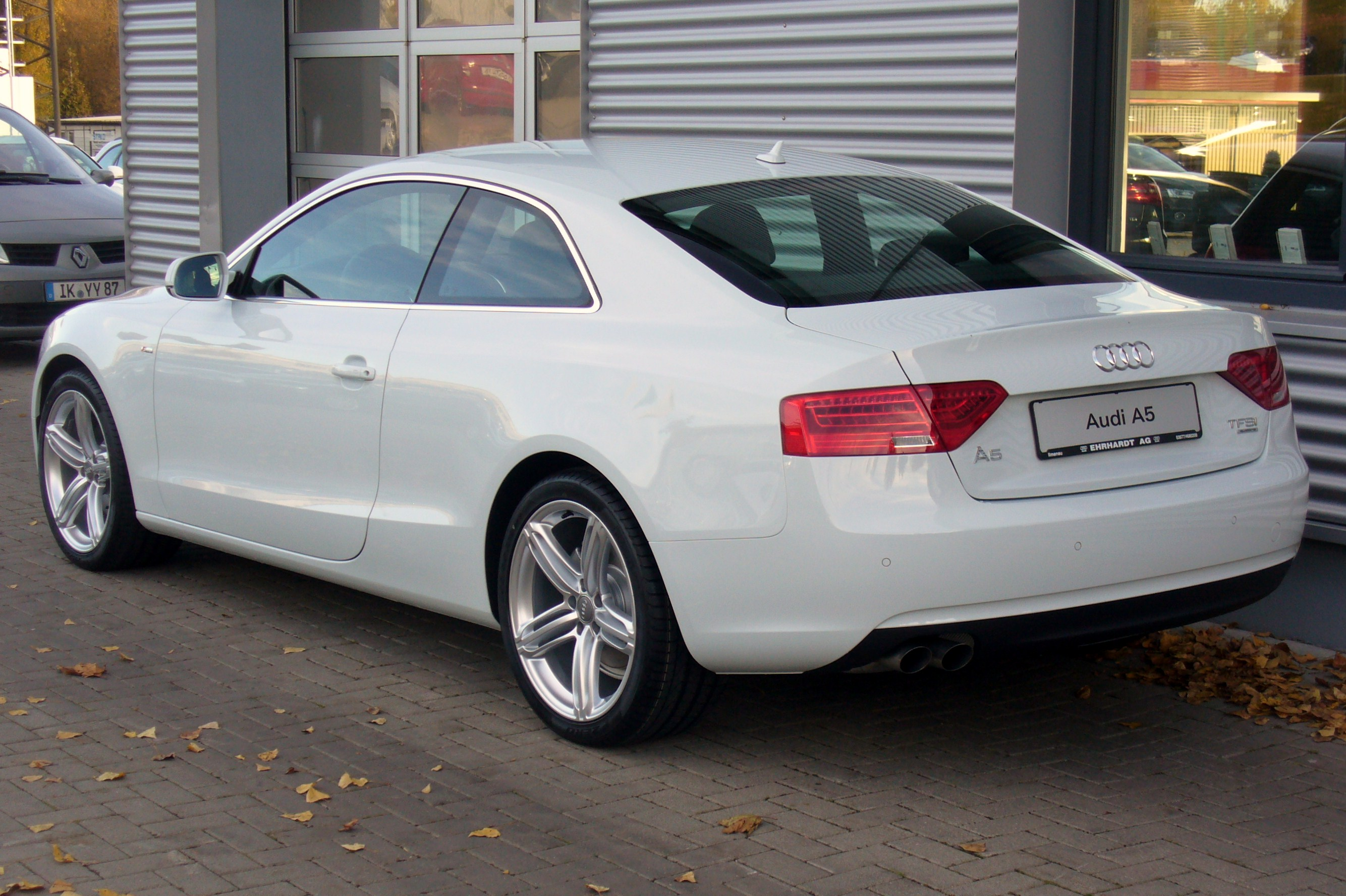
كوبيه أس 5 شد الواجهة

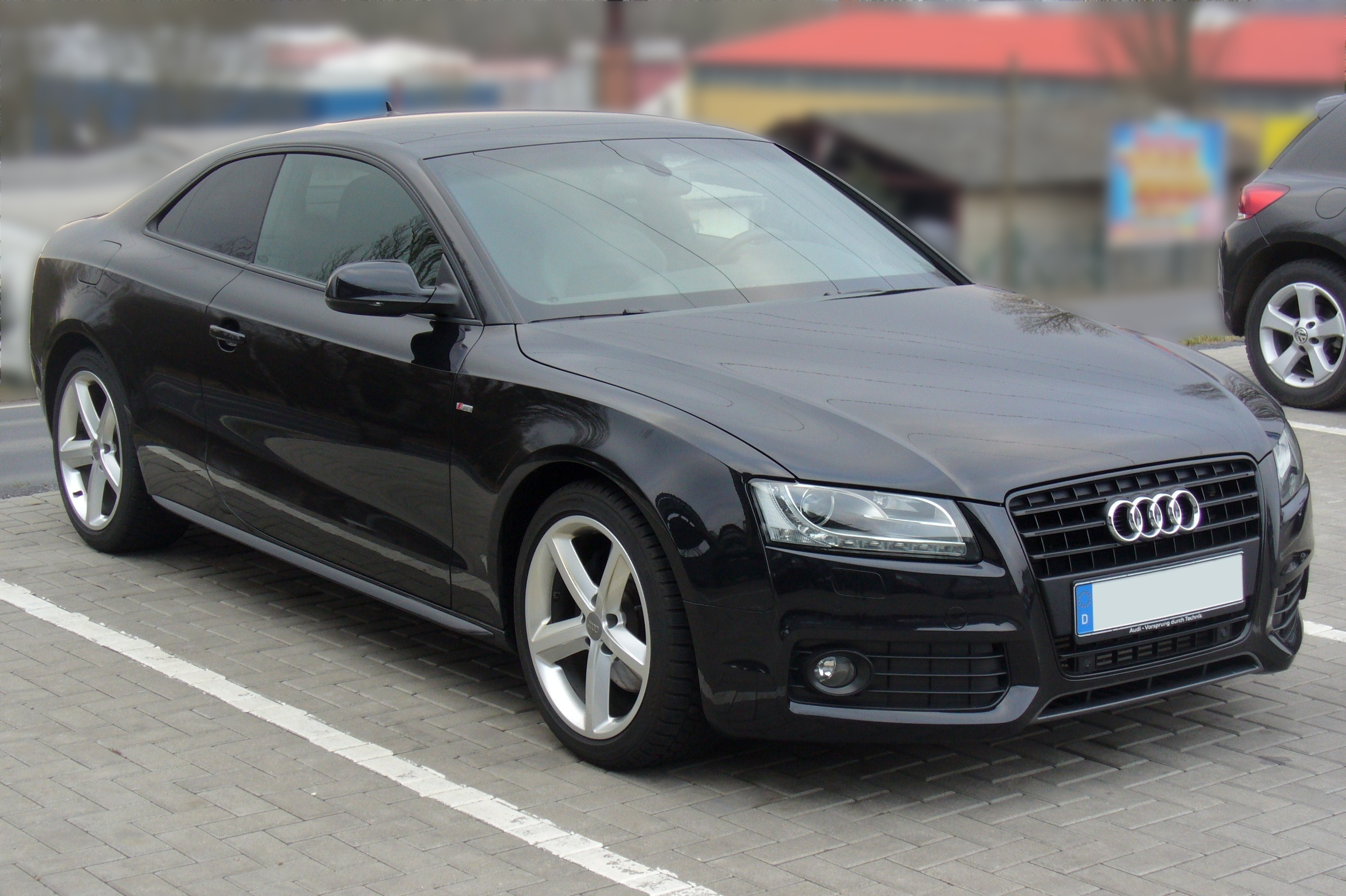
كوبيه أس 5 شد الواجهة

### شد الواجهة (2011-2016)
تشتمل سيارات شد الواجهة، التي تغطي طرازات أي 5 كوبيه، وكونفراتبل وسبورت باك وأس وآر أس على مصابيح أمامية وخلفية محدثة، بالإضافة إلى تصميم جديد للمصد الأمامي. تشتمل الواجهة الأمامية الجديدة على مداخل هواء بارزة وشبكات مجددة ومصابيح ضباب مسطحة. السيارة أطول بمقدار 10 ملليمترات (0.39 بوصة) بشكل عام من سابقتها.
تشمل التغييرات على أس 5 (متوفرة في سبورت باك وكوبيه وكابريلوت) محركات 3.0 لتر ت.ف.س.آي (333حصان) في جميع الطرازات، والمصابيح الجديدة، وتفاصيل الهيكل المعدلة، وتشطيبات طلاء جديدة بتأثير الكريستال، ومحرك كواترو مع الترس التاجي المركزي التفاضلي، والتوجيه الكهروميكانيكي وتعليق رياضي خاص أس، عجلات قياسية مقاس 18 بوصة.
تم الكشف عن المركبات المحدثة في معرض فرانكفورت للسيارات 2011.
بدأت المبيعات في أوروبا في عام 2011 كمركبات موديل 2012. النموذج الأساسي هو أودي إي 5 سبورت باك.
طُرحت طرازات الولايات المتحدة من إي 5 وأس 5 للبيع كسيارة طراز عام 2013.

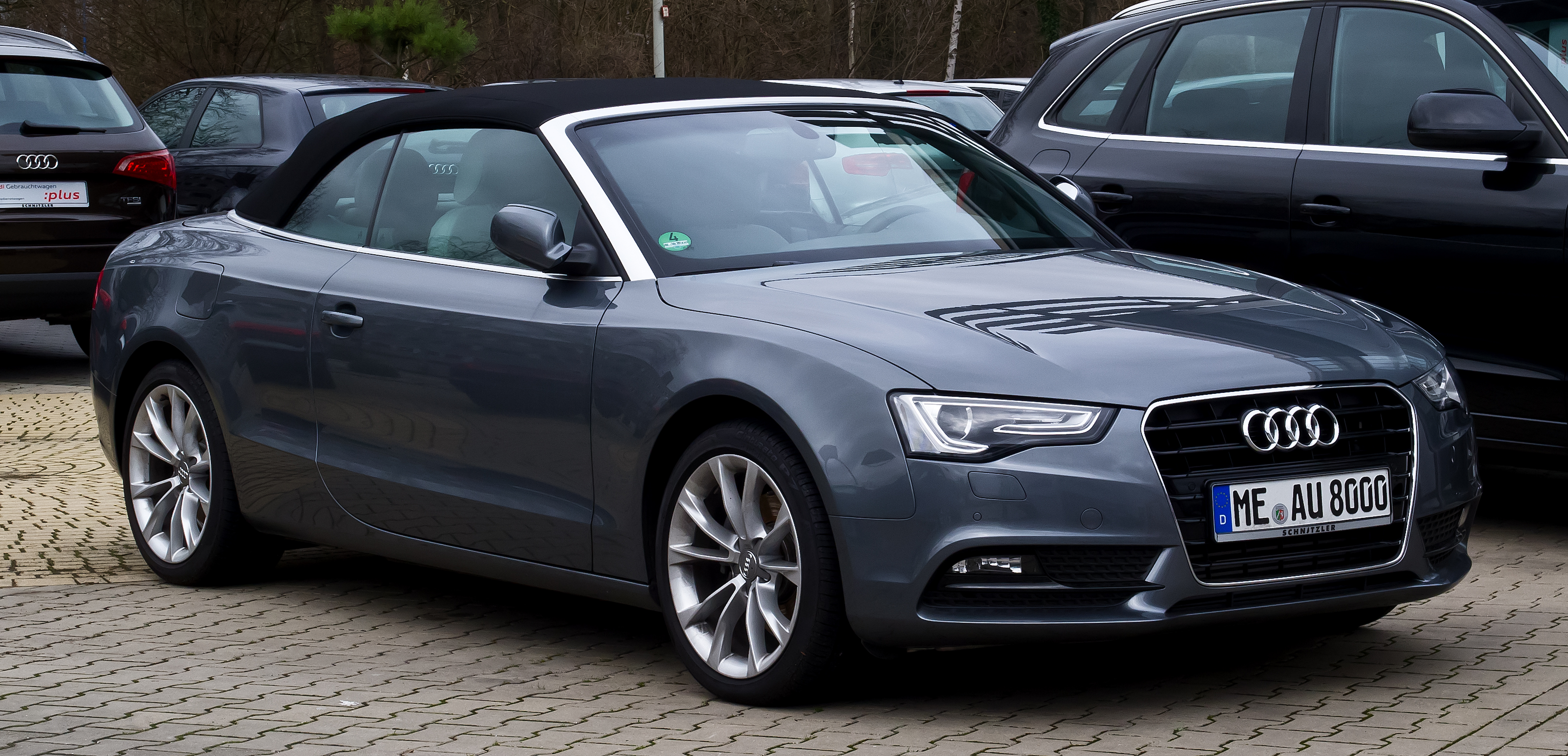
أي 5 كابريوليه

#### آر أس 5 كوبيه (2012)
تضمنت التغييرات في آر أس 5 كوبيه لعام 2012 مخمدات ونوابض مطورة في مقدمة نظام التعليق، ونظام توجيه كهربائي جديد يحل محل التوجيه الهيدروليكي الذي يحركه المحرك، وجناح خلفي حصري قابل للسحب، وأغطية كامات حمراء، ومشعب سحب من ألياف الكربون، وتطعيم اختياري باللون الأسود البيانو، عجلات بلون الجرافيت عشرين بوصة، ونظام عادم رياضي بلمسات نهائية سوداء.
تم الكشف عن آر أس 5 كوبيه في معرض فرانكفورت للسيارات 2011، تلاه معرض جنيف للسيارات 2012.
تم طرح آر أس 5 كوبيه للبيع في الولايات المتحدة باسم آر أس 5 كوبيه 2013.
طُرح آر أس 5 كوبيه للبيع في الهند بسعر 96.81 روبية.

#### آر أس 5 كابريوليه (2013-2015)
تم الكشف عن آر أس كابريلوت في معرض باريس للسيارات 2012.
انتهى إنتاج آر أس 5 بشكل دائم في يونيو 2015. نسخة السباق من أس 5، آر أس 5 بها عادم بصمام يمكن ضبط نغماته لتلائم ظروف القيادة والتفضيلات الشخصية. تمتلك آر أس 5 محركاً ثقيلًا ويستنشق بشكل طبيعي 4.2 لتر V8 ينتج 450 حصان (336 كيلو واط).
بدأت عمليات تسليم آر أس كابريلوت في أوائل عام 2013. وتم طرحه للبيع في الولايات المتحدة في أبريل 2013.
كجزء من إطلاق آر أس 5 كابريلوت، تضمنت جولة أودي لاند أوف كواترو ألبن 2013 سيارة آر أس 5 كابريوليه ابتداءً من 23 سبتمبر، حيث تسافر عبر اثني عشر مرحلة قيادة في 6 دول (كلاغنفورت - عاصمة كارينثيا، النمسا، موناكو).

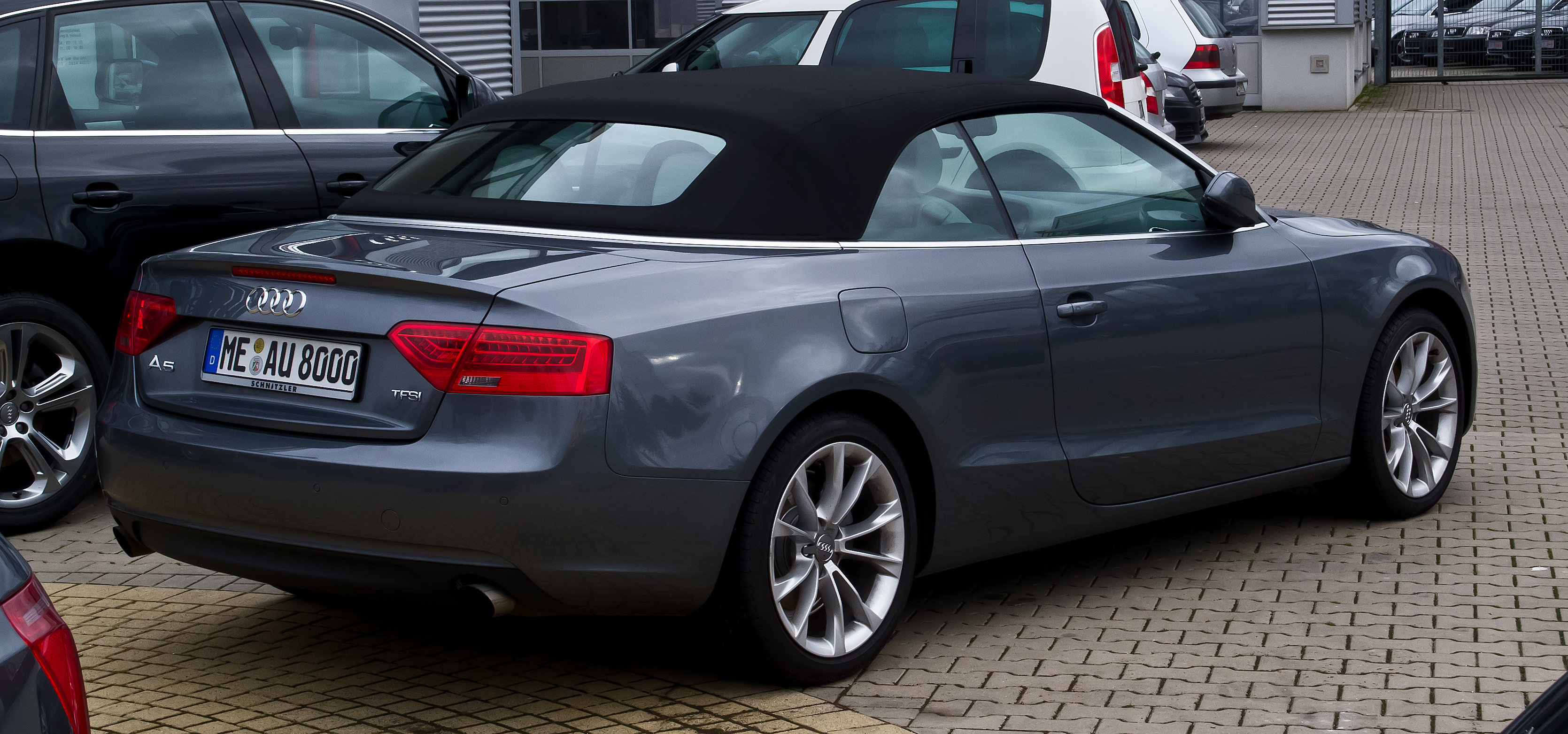
أي 5 كابريوليه

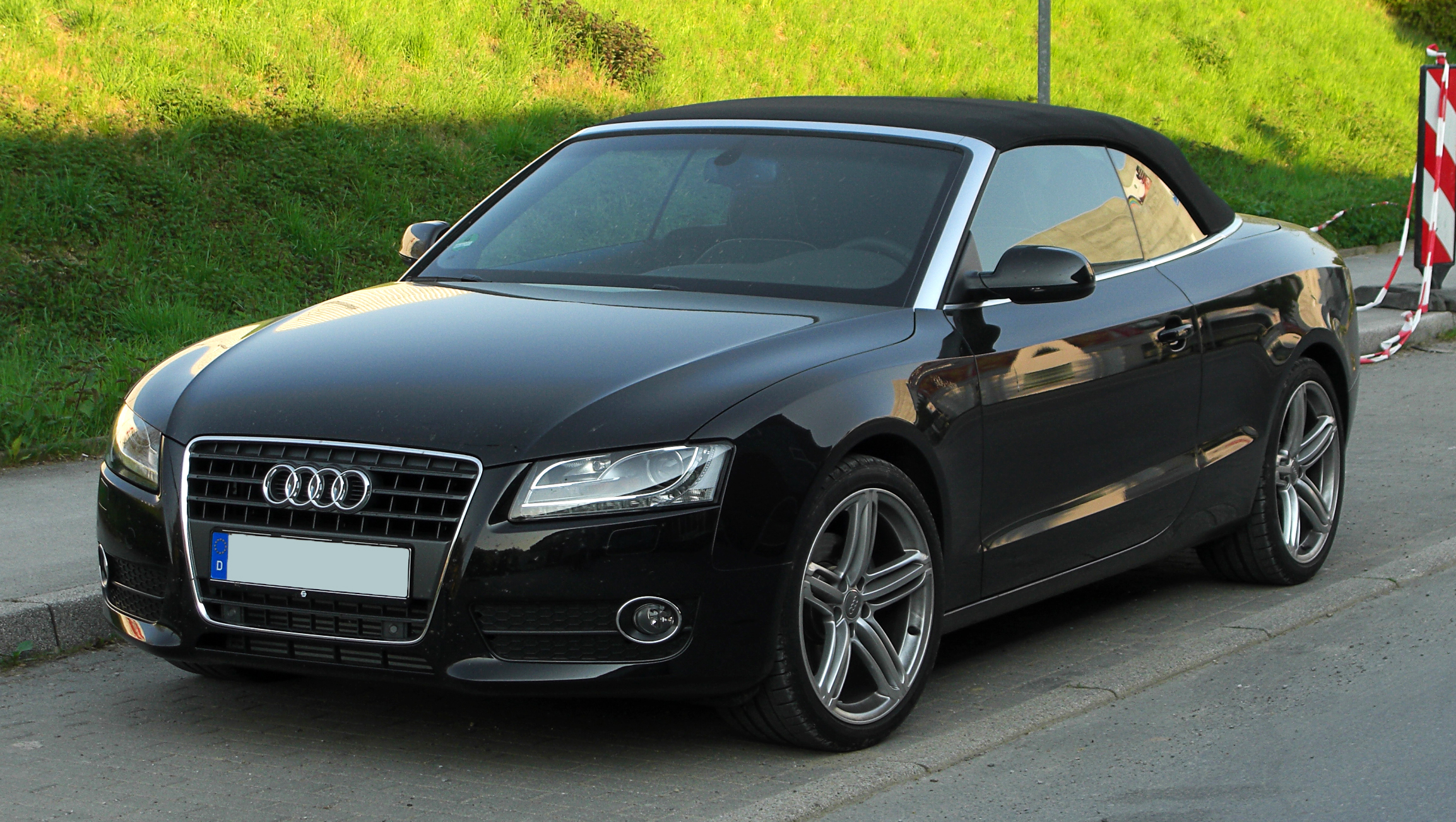
أي 5 كابريوليه أس لاين 2011

#### إي 5 د.ت.م (2012)
المقال الرئيسي: أودي إي 5 د.ت.م
إن أودي إي 5 د.ت.م التي تحمل الاسم الرمزي آر 17 هي سيارة سباق مصممة لسيارة د.ت.م بدءاً من عام 2012 لتحل محل أودي إي 4 د.ت.م. يتضمن محرك V8 بقدرة 340 كيلوواط (462 حصاناً، 456 حصاناً) مع ناقل حركة نصف أوتوماتيكي جديد متسلسل بست سرعات، ونظام تعليق يعمل بالهواء المضغوط باستخدام مبدلات تبديل على عجلة القيادة، وإلكترونيات المحرك (م.س 5.1 بوش) وشاشة مركزية من أودي آر 8، إطارات أكبر وأوسع من هانكوك، خزان وقود آمن سعة 120 لتراً (26 جالوناً، 32 جالوناً أمريكياً) داخل خلية ألياف الكربون، وجناح خلفي أكبر. تم بناء النموذج الأولي بواسطة أودي سبورت في إنغولشتات.
تم الكشف عن السيارة في 2011 معرض السيارات الدولي في فرانكفورت. تم تحديد موعد تجانس إي 5 د.ت.م في 1 مارس 2012.

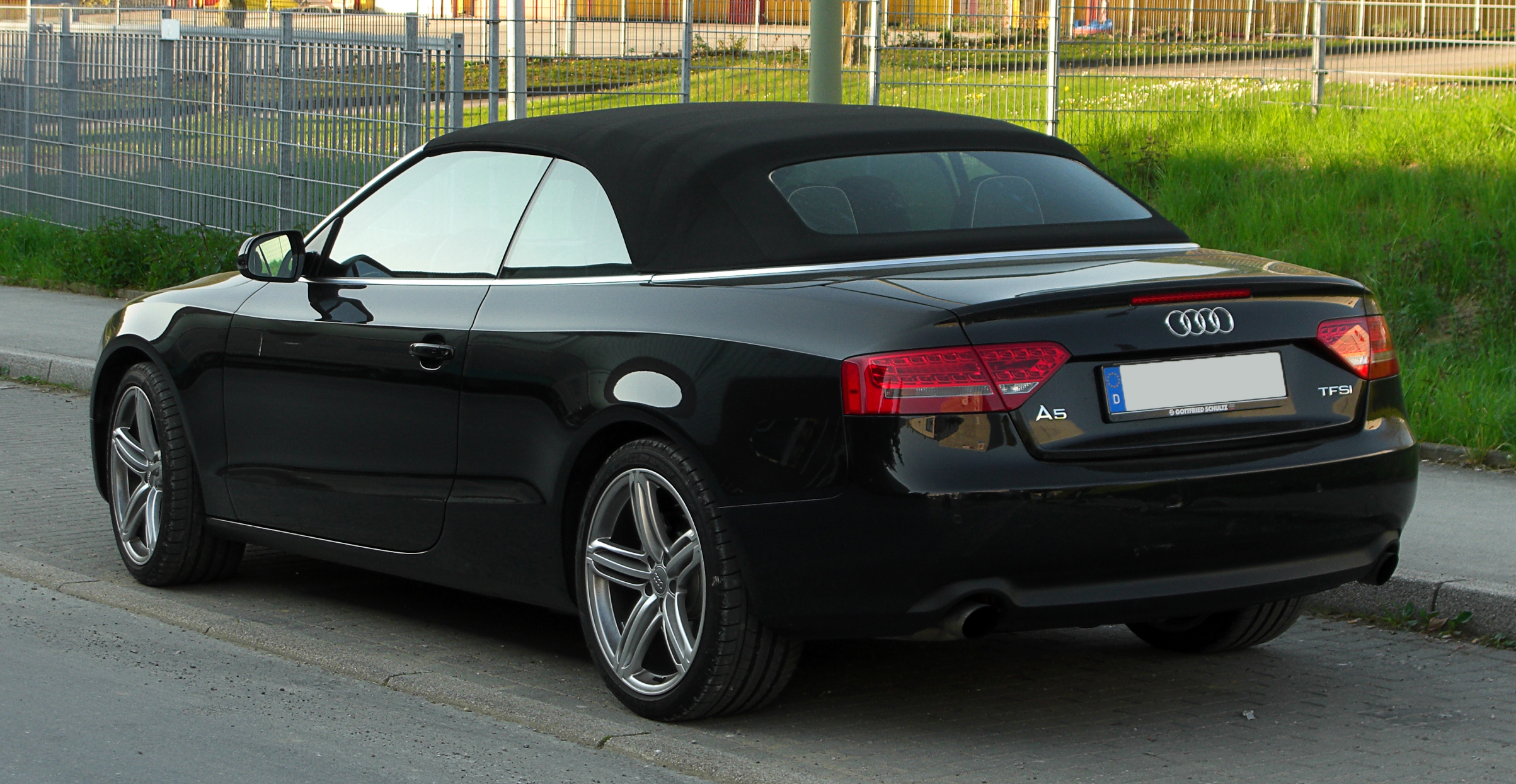
أي 5 كابريوليه أس لاين 2011

#### التسويق
كجزء من إطلاق 2012 إي 5 في المملكة المتحدة، أنتجت ب.ب.إتش لندن وبارك بكتشرز والبيت الأبيض وذا ميل إعلاناً تلفزيونياً بعنوان («The Swanسوان - البجعة») (من إخراج يواكيم باك)، مستوحى من قصة عن هانز كريستيان أندرسن البطة القبيحة؛ اللقطات التجارية المميزة باللونين الأبيض والأسود لسيارة أودي التي تم تجديدها عام 1920 والتي صممها مهندس أودي بول جاراي، وهي تجوب شوارع قرية بافارية هادئة، ويتم تجنب النموذج المبسط من خلال رفض السكان المحليين الذين لا يأخذون بشكل جيد مع التصميم الديناميكي الهوائي الجديد. بعد تقاعدها في غابة قريبة، تتحول السيارة «القبيحة» إلى أودي إي 5 الجديدة، لتصبح مجازاً البجعة البيضاء «الجميلة». يظهر في الموسيقى التصويرية داني كاي وهو يغني أغنية «البطة القبيحة» الكلاسيكية للأطفال.

### تحديث 2013

#### إي 5 (2013-2016)
تشمل التغييرات التي تم إجراؤها على أودي إي 5 سبورت باك الحث الإجباري والحقن المباشر في جميع طرازات المحركات، ونظام بدء وإيقاف قياسي؛ تفاضل رياضي اختياري في 3.0 لتر ت.د.آي كواتر  و3.0 لتر ت.ف.س.آي كواترو، نظام ملاحة م.م.آي اختياري زائد.
تتضمن التغييرات التي تم إجراؤها على إي 5 كابريوليه تدفئة اختيارية على مستوى العنق، وطلاء خاص للمقاعد الجلدية الاختيارية.

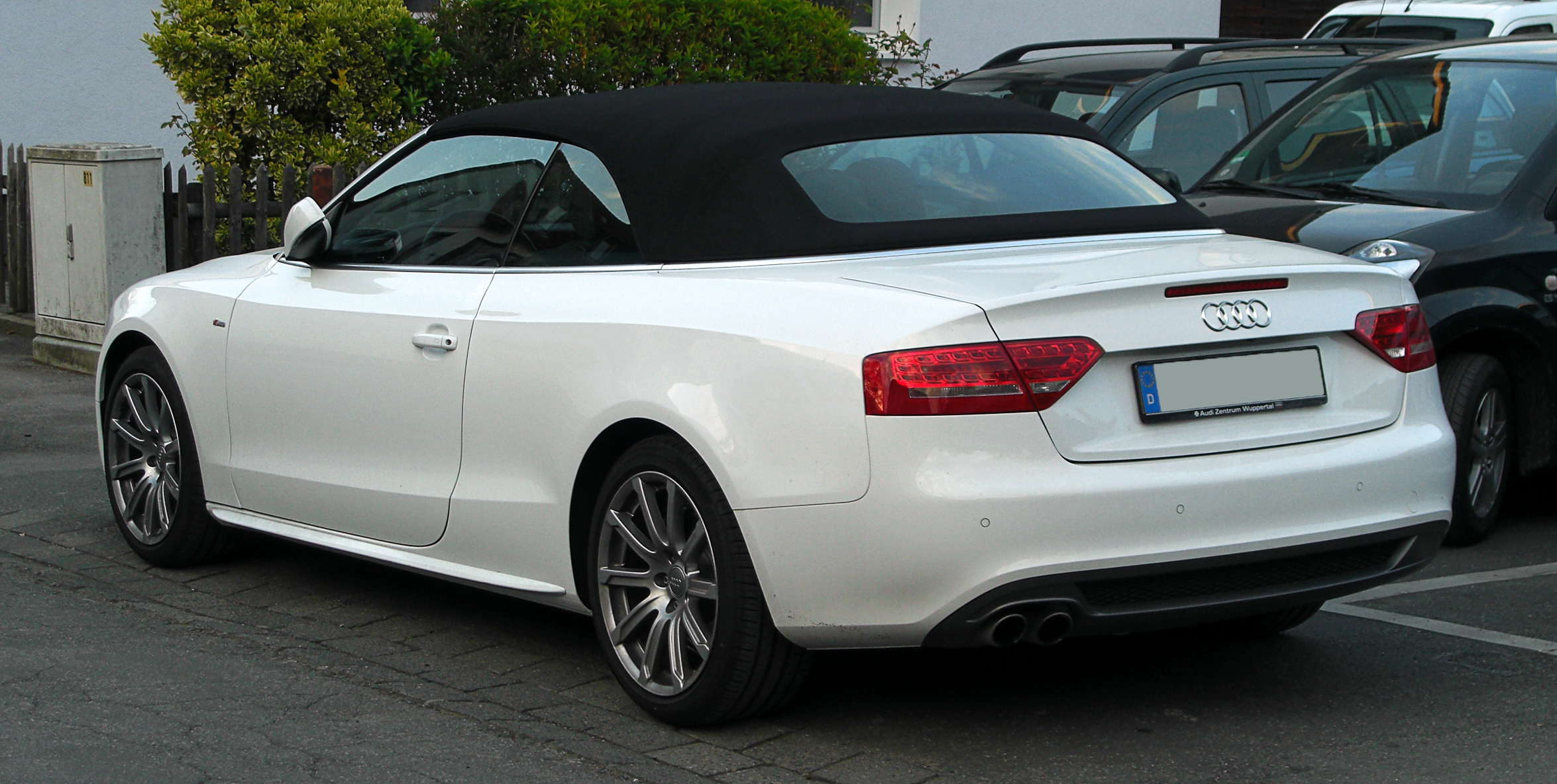
أي 5 كابريوليه أس لاين 2011

#### أس 5 (2013)
متوفر بهيكل سبورت باك وكوبيه وكابريلوت، ويشتمل على محرك 3.0 لتر ت.ف.س.آي بقوة 333 حصان (245 كيلووات، 328 حصان) و440 نيوتن متر (325 قدماً مكعباً) وناقل حركة أس-ترونيك بسبع سرعات ونظام تعليق رياضي أس والتحكم إلكتروني مخمدات الصدمات، والتوجيه الديناميكي، واختيار محرك أودي الاختياري، وعجلات الألمنيوم مقاس 18 بوصة.

#### كوبيه وكابريلوت
آر أس كوبيه وآر أس كابريلوت (2013)
متوفر بهيكل كوبيه وكابريوليه، وهو إصدار إي 5 بمحرك 4.2 لتر ف.س.آي بقوة 450 حصان (331 كيلوواط، 444 حصان) و500 نيوتن متر (369 قدماً مكعباً)، ناقل حركة أس-ترونيك بسبع سرعات، كواترو دائم  نظام دفع رباعي مع ترس تفاضلي مركزي وموجه لعزم الدوران (كواترو اختياري مع محور خلفي تفاضلي رياضي)، هيكل سفلي 20 مم (0.79 بوصة)، توجيه كهربائي ميكانيكي، عجلات معدنية مسبوكة مقاس 19 بوصة حصرية، سيراميك ألياف كربوني اختياري أقراص الفرامل، نظام ديناميكيات تحديد أودي درايف، نظام التعليق الرياضي آر أس الاختياري المزود بنظام التحكم الديناميكي بالقيادة (الإختصارDRC).

### الدعاوي
واجهت أودي مشاكل مع استهلاك الزيت في محركات الطرازات بين الأعوام 2009 إلى 2011. كما تأثر أكثر من 200 من أصحاب السيارات في سويسرا. في سويسرا، يمكن للسيارات التي يقل عمرها عن 100000 كيلومتر (62000 ميل) وأقل من خمس سنوات استبدال الأجهزة ودفع ثمنها بواسطة أودي. إذا كانت السيارة بين 100000 و200000 كيلومتر (62000 و124000 ميل) وأقل من خمس سنوات، فإن أودي تدفع بالكامل الأجهزة ولكن نصف العمل فقط.

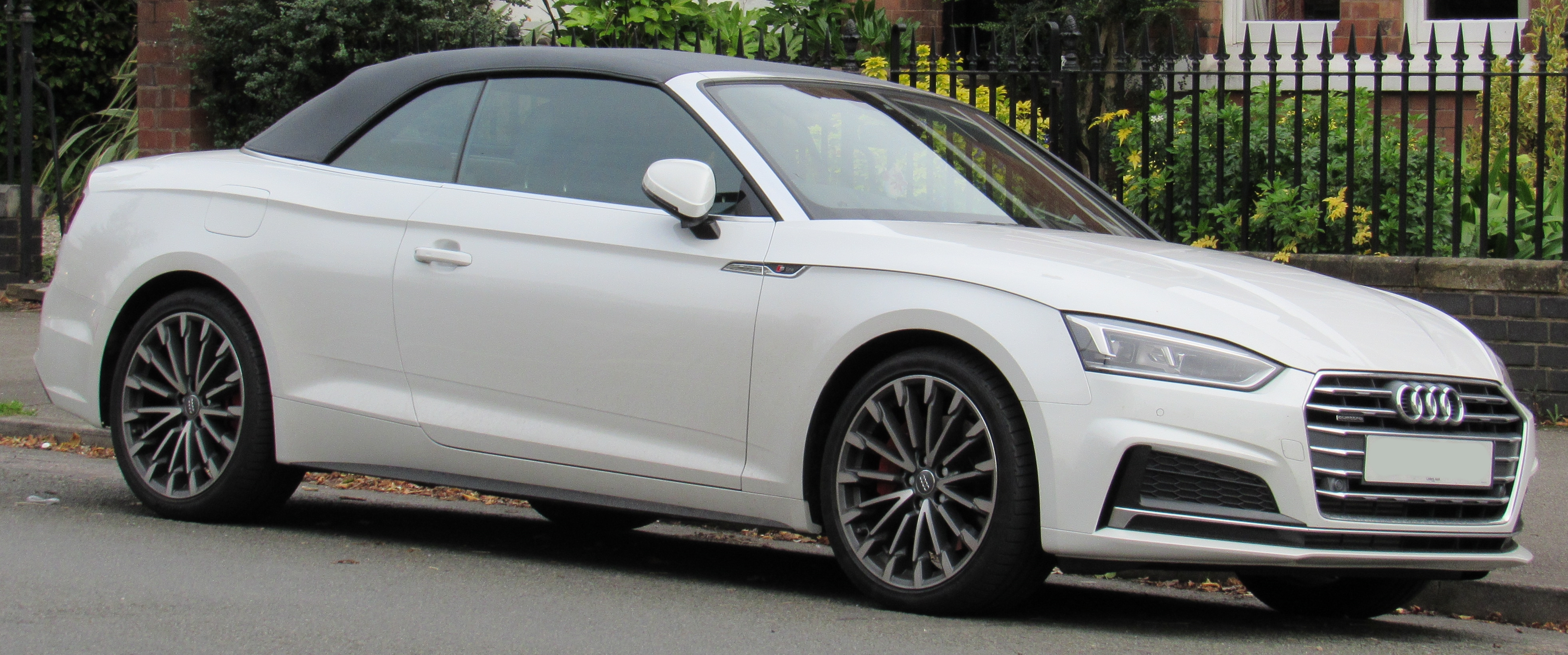

| أودي A5 (8W6)     | أودي A5 (8W6) |
| ملخص              | ملخص |
| ----------------- | --- |
| الصانع            | أودي |
| إنتاج             | 2016 إلى الوقت الحاضر |
| المجسم            | ألمانيا (أودي أي جي) |
| الجسم والشاسيه    | |
| منصة              | منصة مجموعة فولكس فاجن م.ل.بي |
| متعلق ب           | أودي إي 4 |
| مجموعة نقل الحركة | |
| توصيل             | 6 سرعات يدوي7 سرعات S-Tronic مزدوج القابض أوتوماتيكي8 سرعات ناقل حركة أوتوماتيكي (A5 3.0 TDI & S5 & RS5)                                                                            |
| أبعاد             | |
| قاعدة العجلات     | إي 5 كوبيه & كابريوليه: 2764 مم (108.8 بوصة)أس 5 كوبيه: 2765 مم (108.9 بوصة)إي 5 سبورت باك: 2824 مم (111.2 بوصة)أس 5 سبورت باك: 2825 مم (111.2 بوصة)                                |
| طول               | إي 5 كوبيه & كابريوليه: 4,673–4,697 ملم (184.0–184.9 بوصة)أس 5 كوبيه 4,673–4,697 ملم (184.0–184.9 بوصة)أس 5 سبورت باك: 4,733 ملم (186.3 بوصة)أس 5 سبورت باك: 4,752 ملم (187.1 بوصة) |
| عرض               | أس 5 وأي 5 كوبيه 1,846 مم (72.7 بوصة)أس 5 وأي 5 سبورتباك 1,843 مم (72.6 بوصة) |
| ارتفاع            | إي 5 كوبيه: 1,371 ملم (54.0 بوصة)أس 5 كوبيه: 1,368 ملم (53.9 بوصة)إي 5 سبورت باك: 1,386 ملم (54.6 بوصة)أس 5 سبورت باك: 1,384 ملم (54.5 بوصة)                                        |

## الجيل الثاني (2016 إلى الوقت الحاضر)
الجيل الثاني (2016 إلى الوقت الحاضر)
تم الكشف عن سيارتي إي 5 وأس 5 كوبيه الجديدين كلياً، المستندة إلى الجيل التاسع من منصة م.ل.ب لمجموعة فولكس فاجن، في يونيو 2016.
ويتوفر محركان للبنزين ومحركان ديزل للطراز إي 5. هم 2.0 لتر ت.ف.س.آي مع 190 حصان (140 كيلوواط) أو252 حصان (185 كيلوواط)، ومحركات الديزل 2.0 لتر ت.د.آي  و3.0 لتر ت.د.آي، بين 190 حصان (140 كيلو واط) و286 حصان (210 كيلو واط).
يمكن إقران جميع المحركات سعة 2.0 لتر مع علبة تروس يدوية من 6 سرعات (في بلدان معينة فقط)، أو 7/8 سرعات أس-ترونيك/ تيبترونك وهو قياسي في 3.0 لتر ت.د.آي . الميزة البارزة في أحدث كوبيه من أودي هي لوحة القيادة الافتراضية، وهي شاشة من الحافة إلى الحافة خلف عجلة القيادة مستوحاة من مقصورة قيادة الطائرة. خيار المصنع لـ إي 5 هو حزمة أس-لاين التي تتكون من مصد أمامي رياضي مع خط من الألومنيوم، وموزع هواء على المصد الخلفي، وشارات أس-لاين على الرفارف الأمامية واللوحة الجانبية.
وتم الكشف عن سيارتي أودي إي 5 وأس 5 سبورت باك في سبتمبر 2016. ويتم تشغيلهما بنفس محركات إي 5 وأس 5 كوبيه على التوالي.

### أس 5
يتم تشغيل أس 5 بواسطة محرك ت.ف.س.آي بسعة 3.0 لتر بشاحن توربيني يعمل مع ناقل حركة أوتوماتيكي بـ 8 سرعات. يوجد داخل أس 5 مقاعد دلو أمامية قياسية مع خياطة على شكل الماس، وعجلة قيادة مسطحة القاع مع شارات أس.

### آر أس 5
يتم تشغيل آر أس 5 كوبيه بمحرك V6 ت.ف.س.آي مزدوج التوربو سعة 2.9 لتر ينتج 450 حصاناً (331 كيلووات، 444 حصاناً) وعزم دوران 600 نيوتن متر (443 رطل قدم) والذي يستخدم أيضاً في باناميرا أس 4. إنه أخف بمقدار 60 كجم (132 رطلاً) من سابقه. يتم توصيل الطاقة إلى نظام كواترو من خلال ناقل حركة أوتوماتيكي بـ 8 سرعات. تتسارع آر أس 5 الجديدة من 0-100 كم / ساعة (0-62 ميل / ساعة) في 3.9 ثانية، مع سرعة قصوى تبلغ 280 كم / ساعة (174 ميل / ساعة). كما أنها تأتي مع شبكة قرص العسل، ورفارف أعرض، ومصد أمامي قوي مع فتحات أكبر من إي 5 وأس 5.
وتشمل التطورات الإضافية الشاسيه الجديد الذي يتميز بتعليق أمامي وخلفي بخمسة وصلات إلى جانب نظام التحكم الديناميكي بالقيادة من أودي سبورت الذي يوفر تحكماً متغيراً في التخميد. تتضمن الخيارات الأخرى غطاء المحرك المصنوع من ألياف الكربون والمكابح الأمامية المصنوعة من السيراميك.
تم الكشف عن آر أس 5 سبورت باك في معرض نيويورك للسيارات 2018.
تم الكشف عن شد الواجهة آر أس 5 في 10 ديسمبر 2019.

### طبعات خاصة

#### إصدار بانثر
حصل مخطط منتج أودي أمريكا، أنتوني جاربيس، على الفضل لتصميم عرض محدود 100 من "إصدار بانثر آر أس 5″ (75 سبورت باك و 25 كوبيه) في أواخر عام 2019. تم بيع حزمة إصدار بانثر للبيع بالتجزئة بمبلغ 13800 دولاراً وتضمنت عدة خيارات حصرية  أبرزها: طلاء بتأثير الكريستال الأسود النمر، عجلة قيادة مسطّحة من الكانتارا، عجلات بتصميم حواف 20 بوصة بخمسة أضلاع مزدوجة وخياطة باللون الأحمر على المقاعد وعجلة القيادة وأحزمة المقاعد.

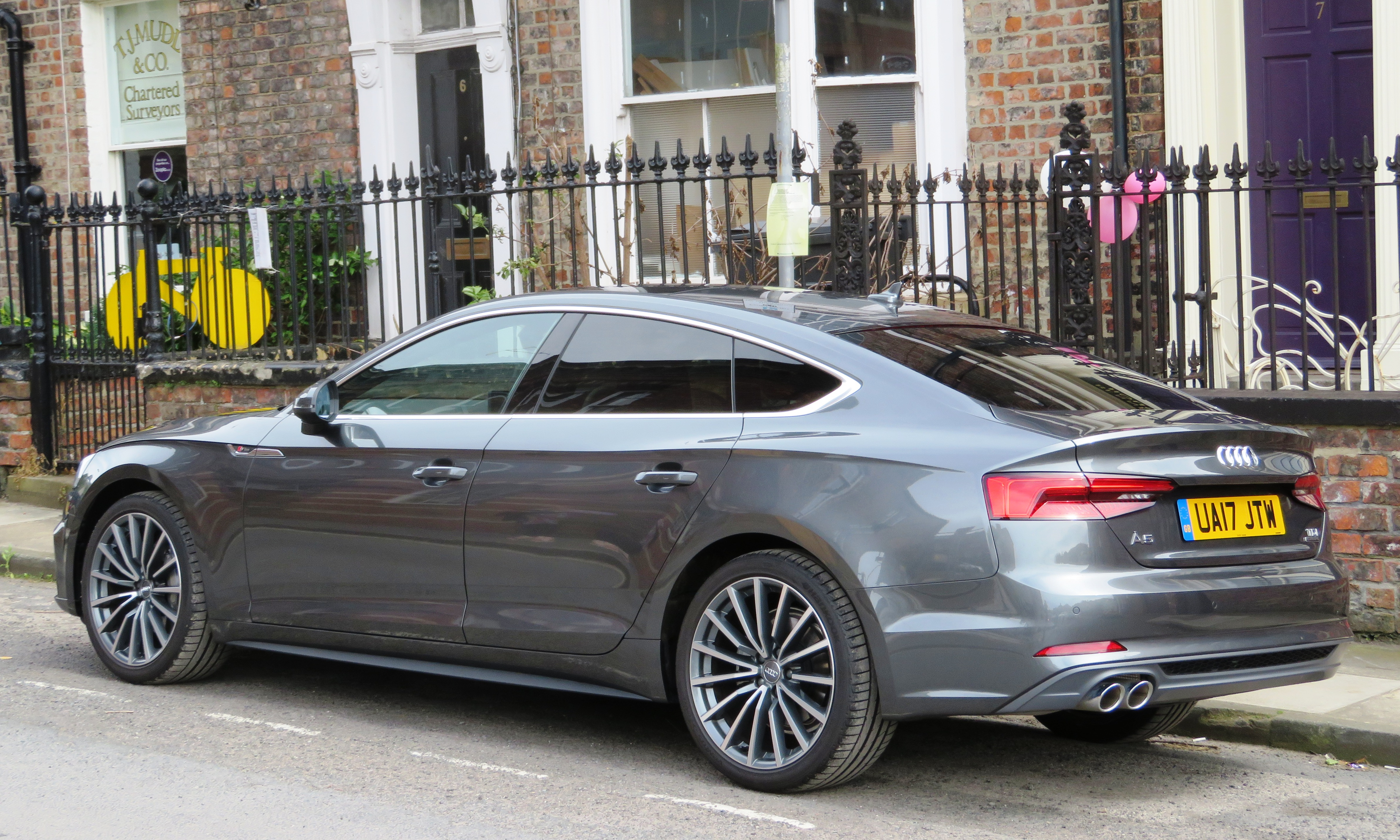
أودي اي 5 سبورت باك 3.0 لتر كواترو (المملكة المتحدة)
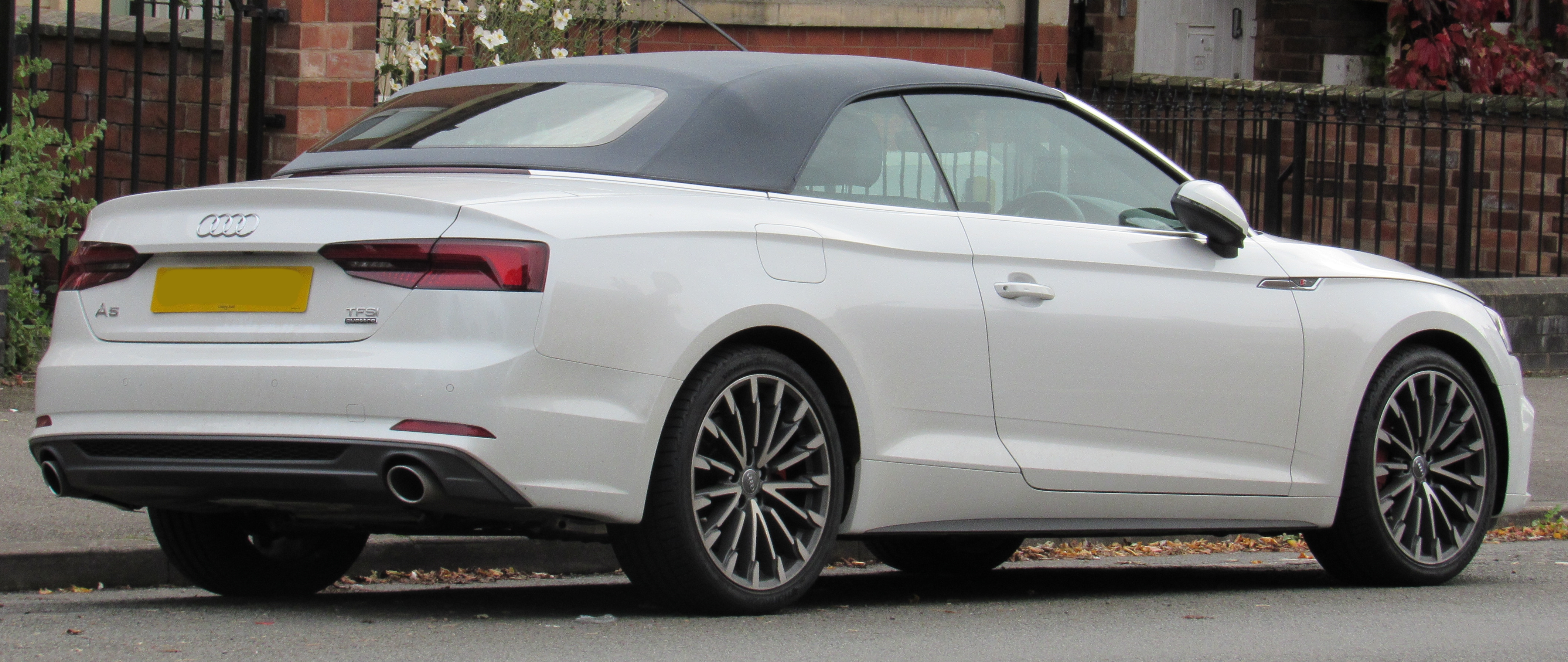
أودي اي 5 كابريوليه 2.0 أس لاين كواترو (المملكة المتحدة)
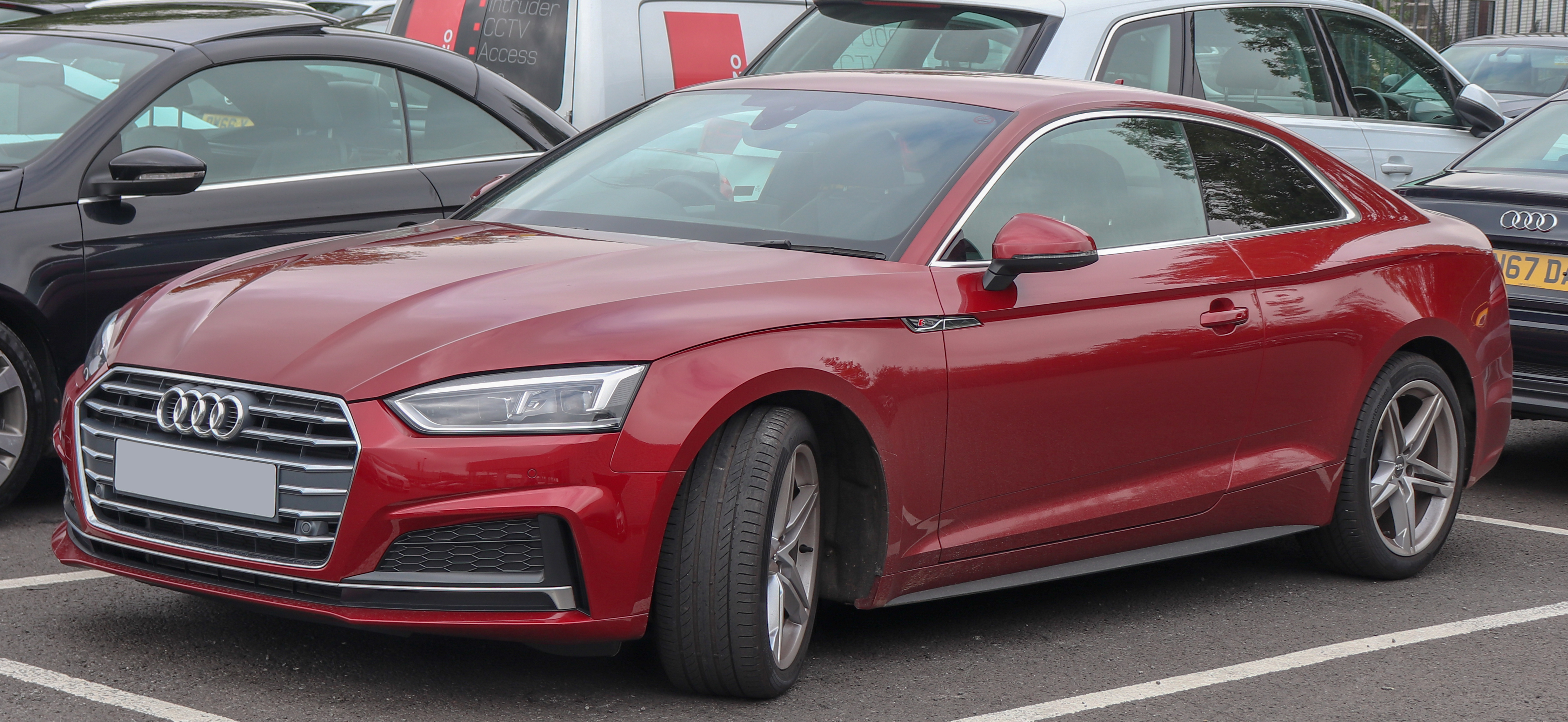
أودي اي 5 كوبيه أس لاين (المملكة المتحدة)
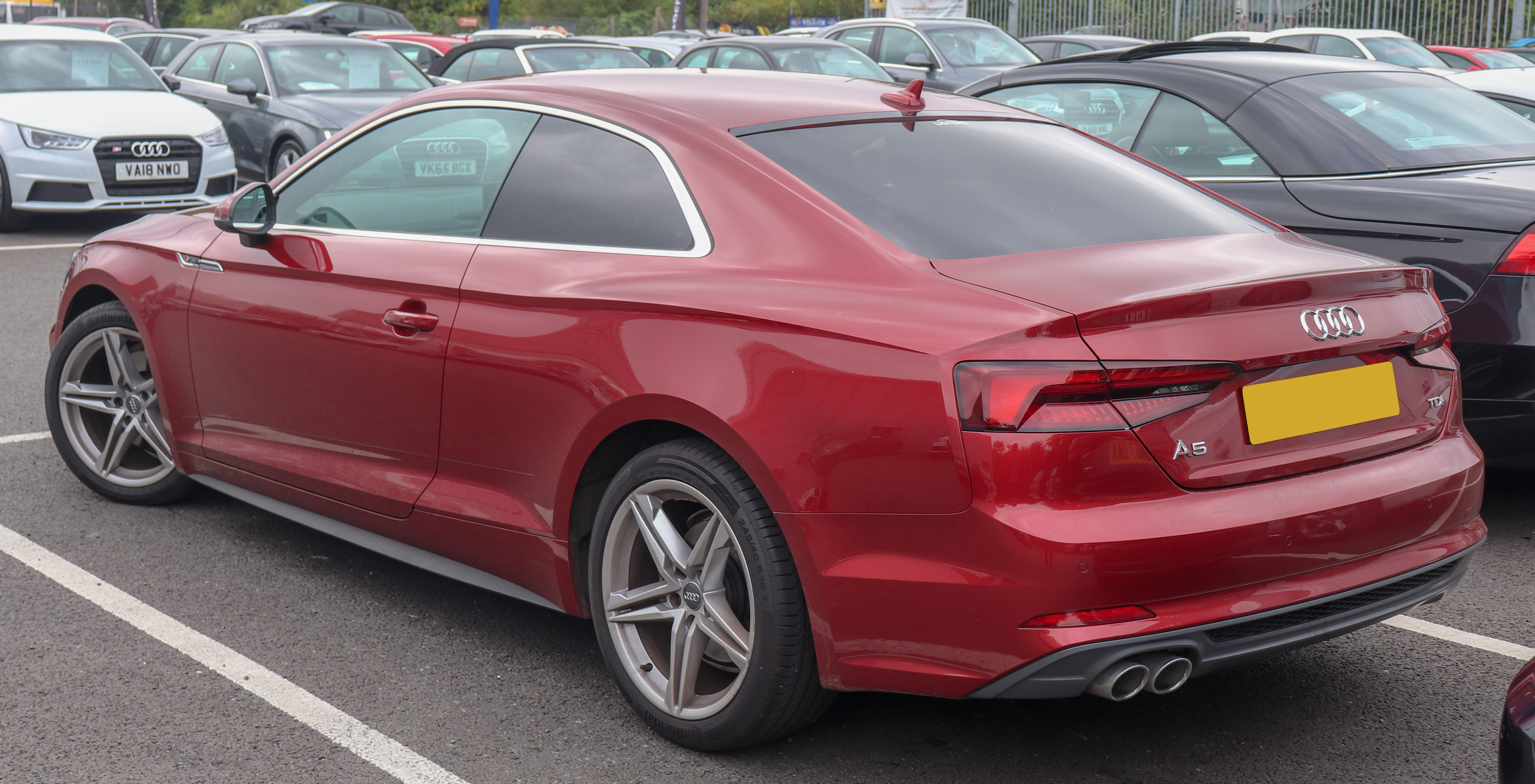
أودي اي 5 كوبيه أس لاين (المملكة المتحدة)
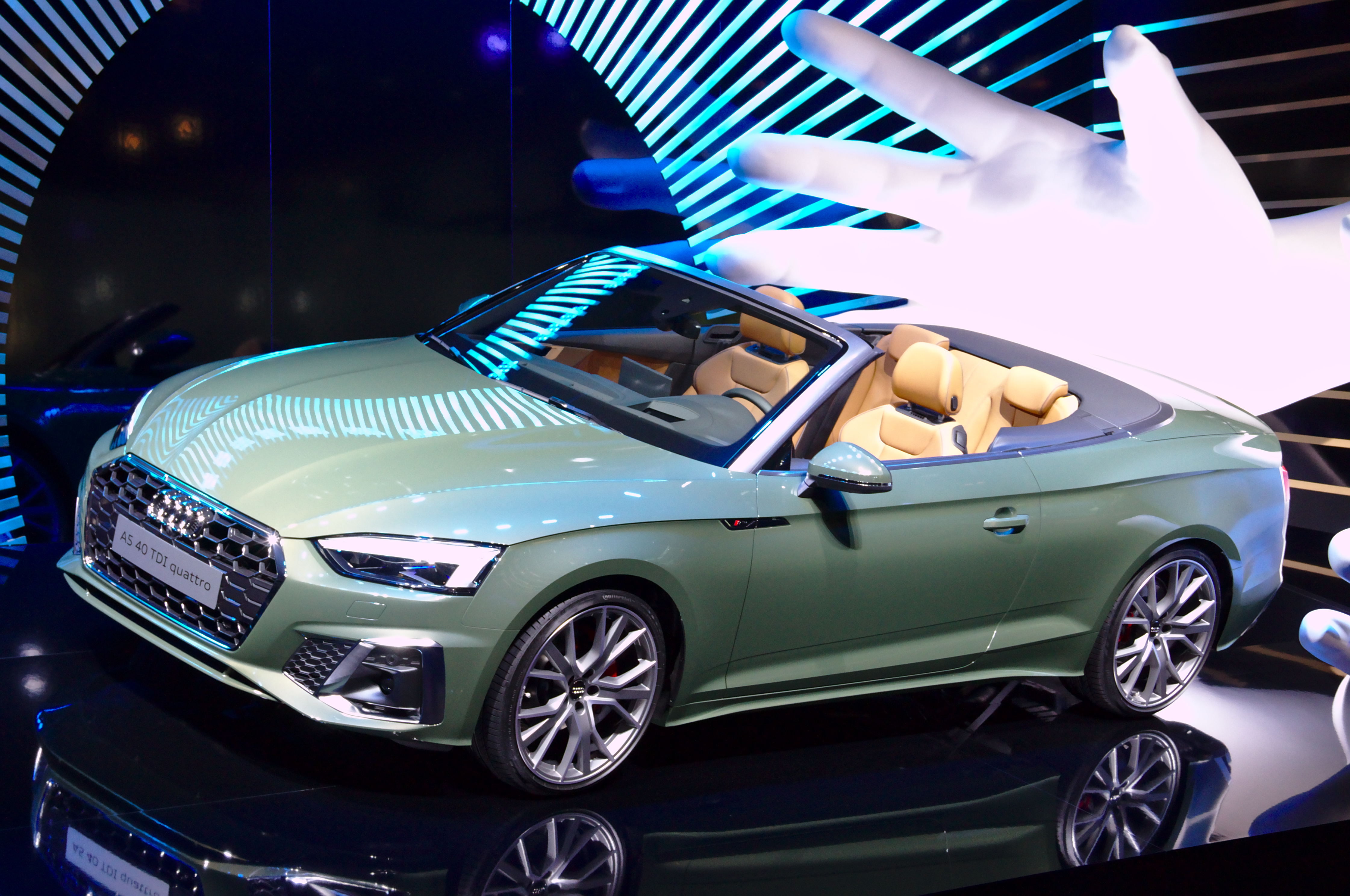
شد الواجهة أودي اي 5 كابريوليه (ألمانيا)
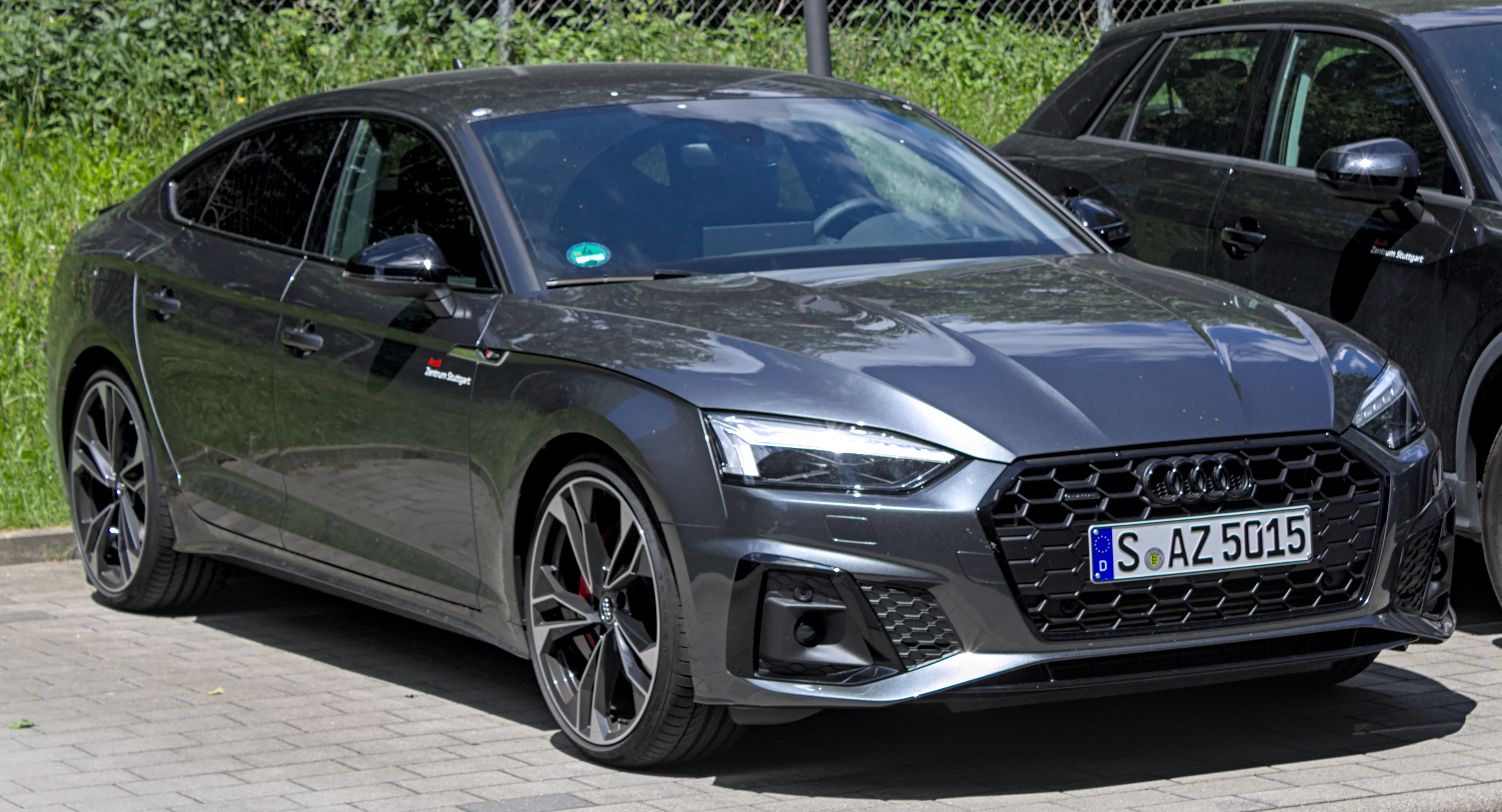
أودي اي 5 سبورت باك شد الواجهة (ألمانيا)
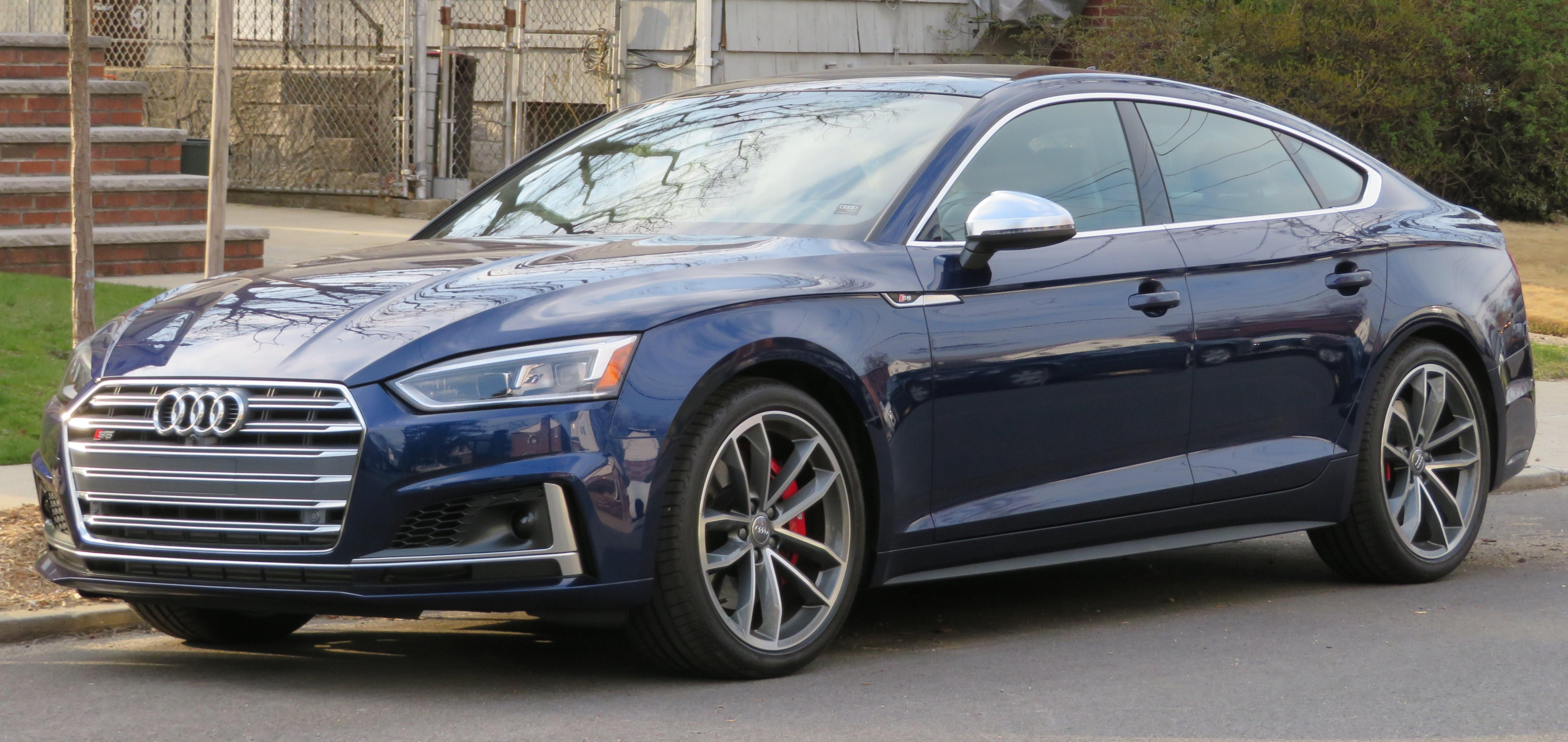
أودي أس 5 سبورتباك كواترو (الولايات المتحدة الأمريكية)
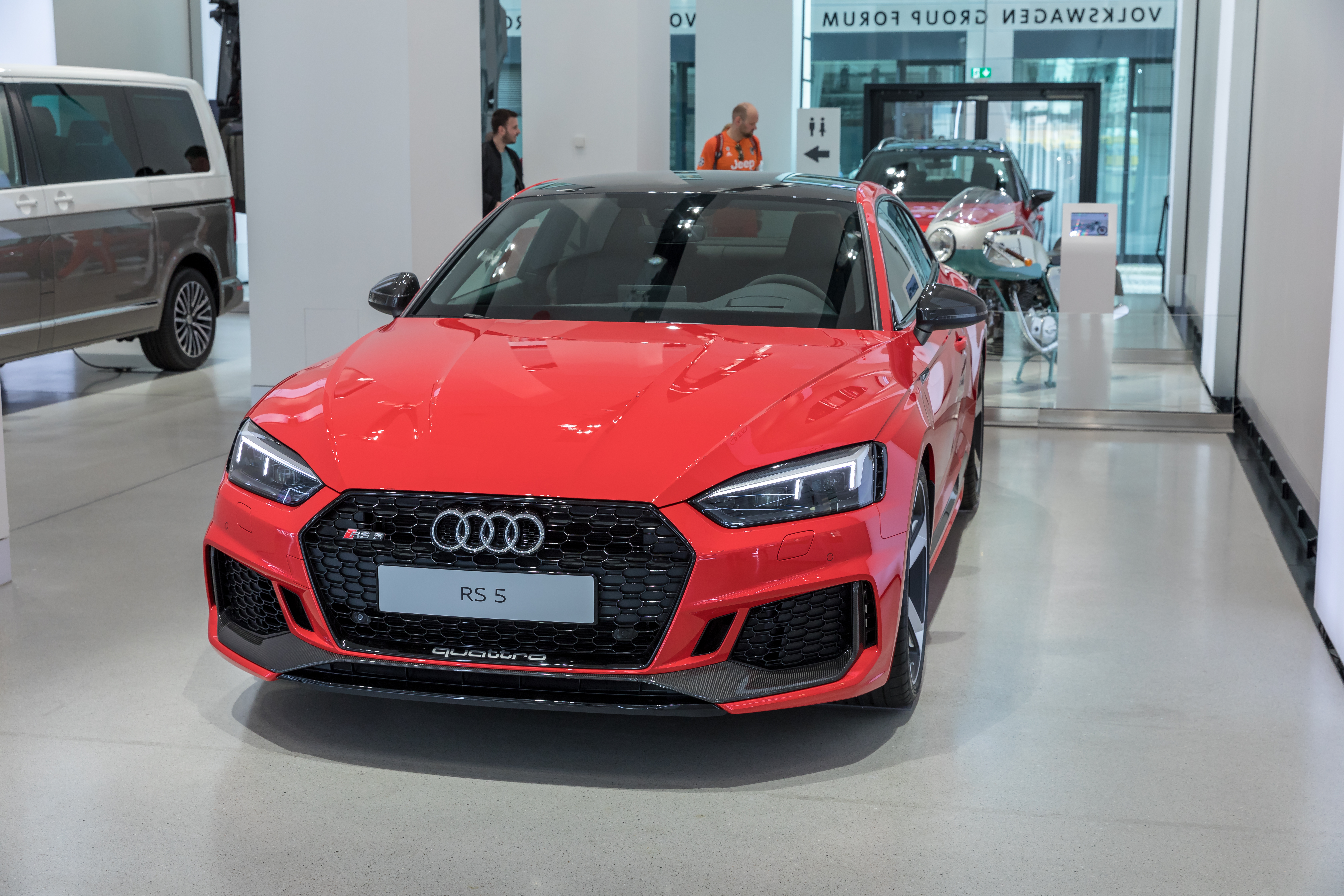
2018 أودي ار أس كوبيه باللون الأحمر
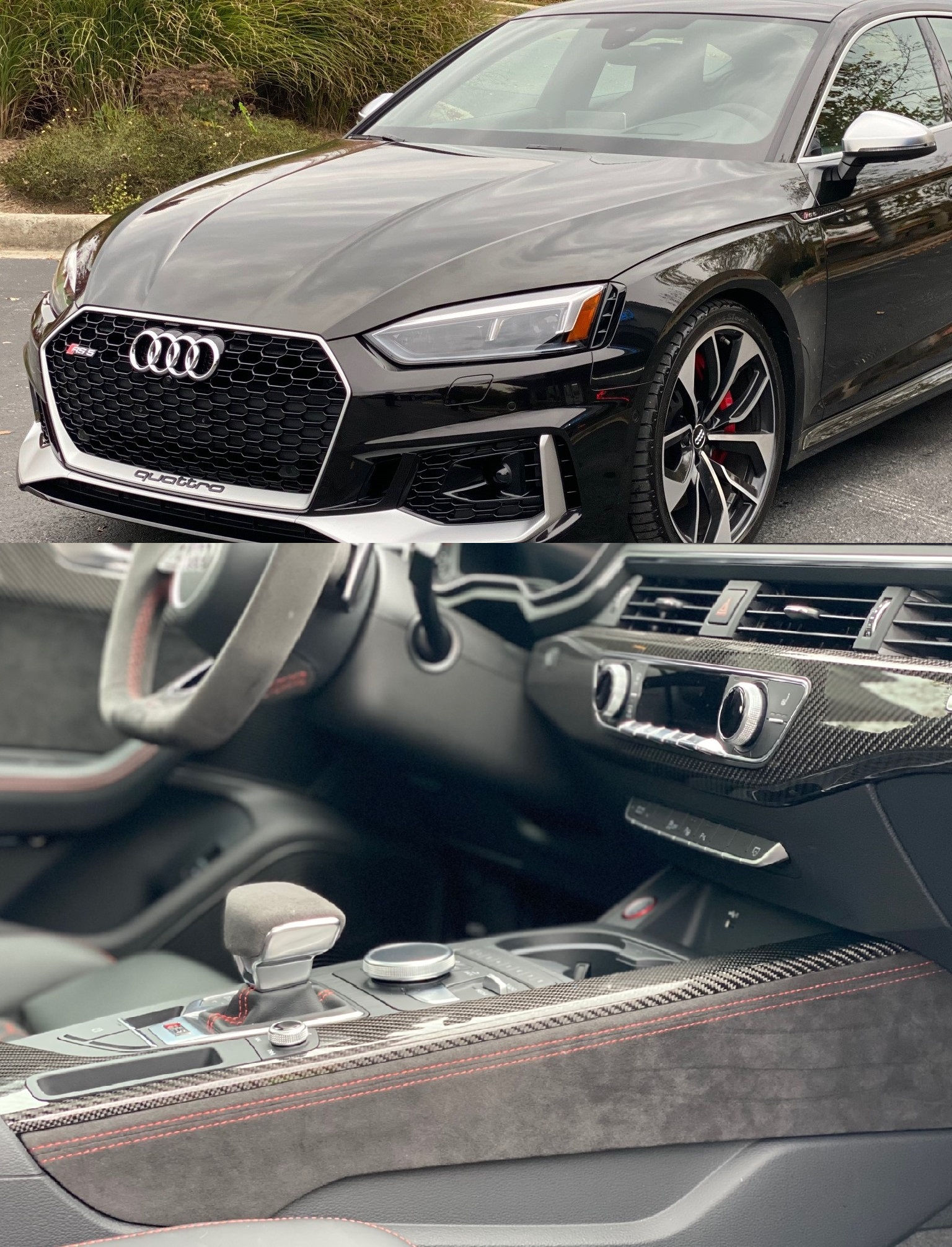
2019 أودي ار أس سبورت باك - بانثر إديشن (الولايات المتحدة)

## معرض صور

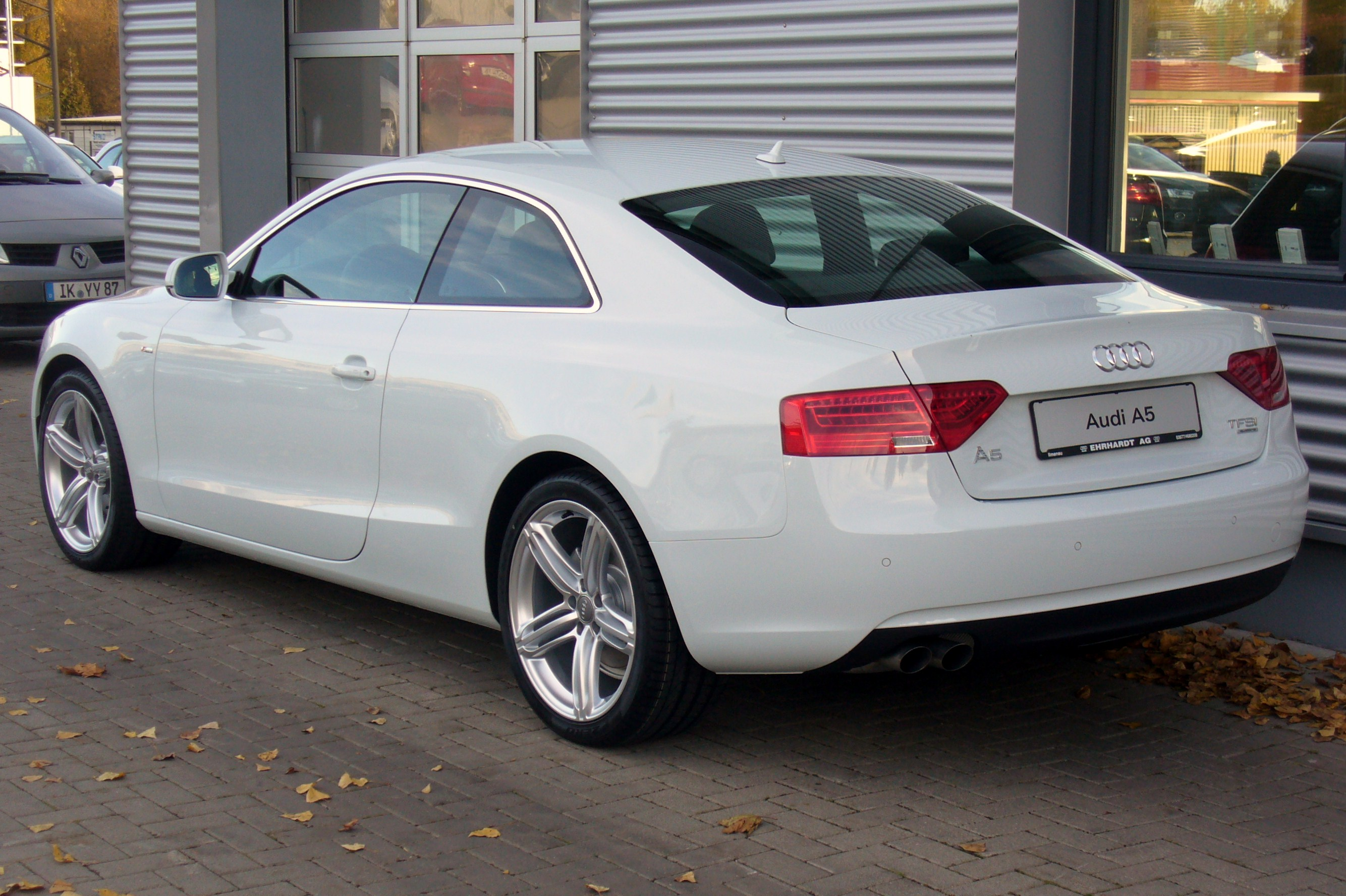
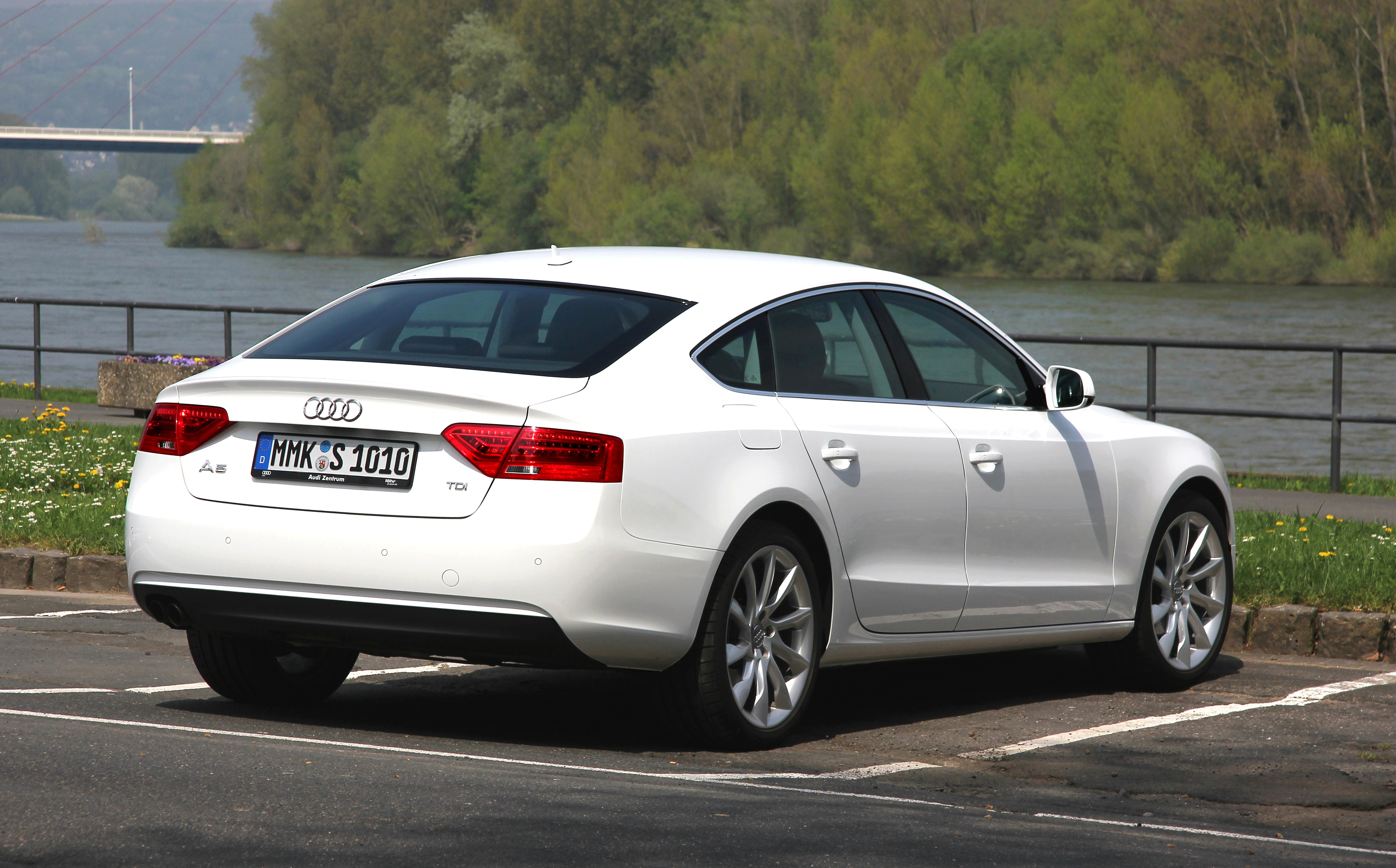
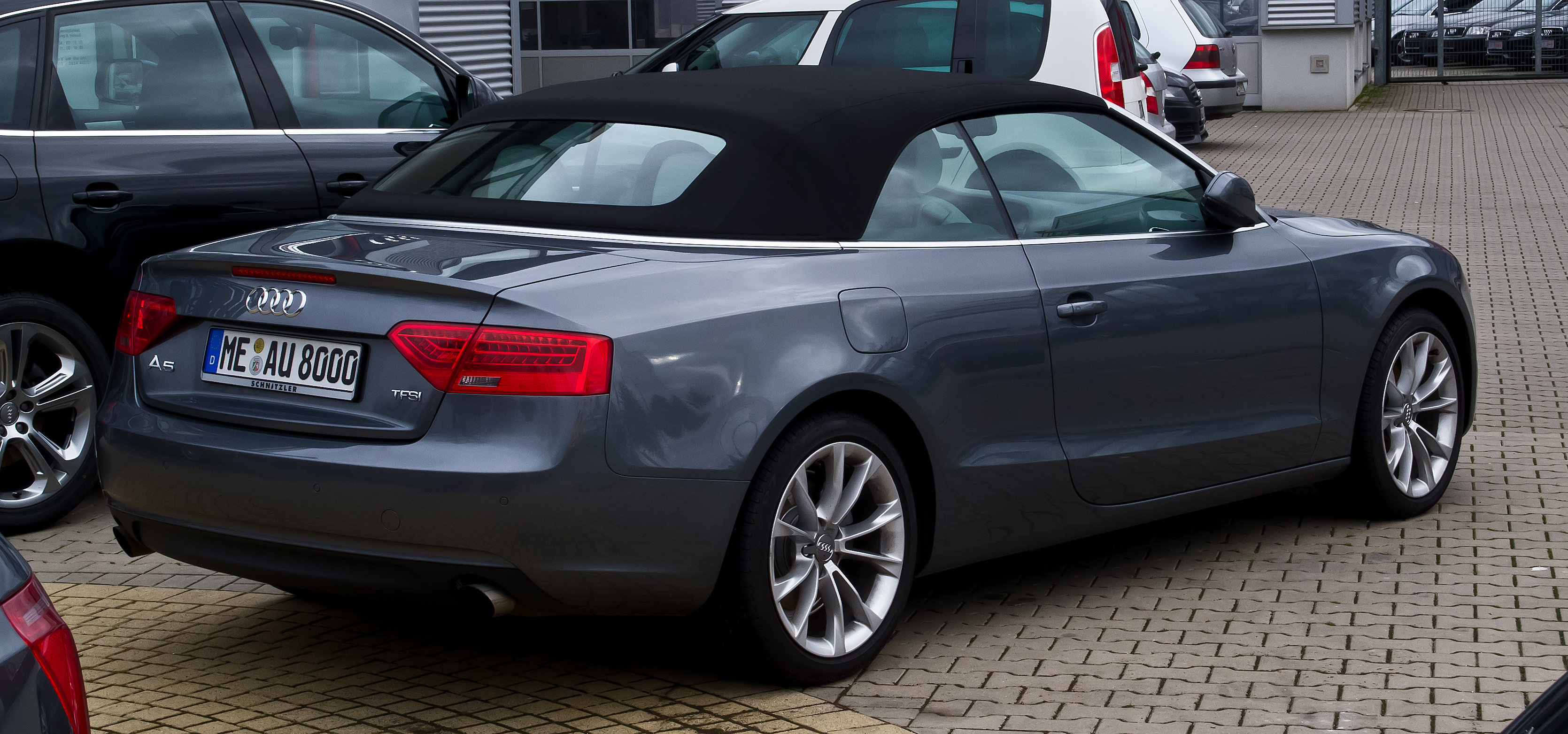

## روابط خارجية
أودي 2010 آر أس 5 - أول الصور الرسمية
أودي آر أس 2013 إصدار الولايات المتحدة - صور أصحاب آر أس  ومقاطع الفيديو والروابط
موقع أودي إي 5 الصغير الرسمي